# Одиссей
Одиссе́й (др.-греч. Ὀδυσσεύς) или Улисс (лат. Ulixes) — персонаж греческой мифологии, царь Итаки, сын Лаэрта и внук Автолика, отличавшийся умом и хитростью. Был вынужден принять участие в Троянской войне, в ходе которой погубил своего врага Паламеда. Именно Одиссей, согласно одной из версий мифа, придумал, как взять Трою с помощью деревянного коня. Его путь домой по окончании войны затянулся на десять лет из-за гнева Посейдона и разнообразных злоключений; в ходе плавания Одиссей столкнулся с циклопом-людоедом Полифемом, с волшебницей Киркой, превращавшей путников в свиней, прошёл между чудовищами Скиллой и Харибдой, смог услышать песни сирен и не погибнуть при этом, спуститься в царство мёртвых и вернуться в мир живых. Семь лет он провёл, тоскуя по дому, на райском острове Калипсо, пока благодаря вмешательству богов не смог продолжить путь. Сделав короткую остановку в стране феаков, Одиссей вернулся на родину, где его ждали верная жена Пенелопа и сын Телемах. Он перебил буйных женихов Пенелопы, а потом отправился в изгнание в Эпир. Согласно одной из версий мифа, Одиссей погиб на Итаке от руки собственного сына Телегона. По другим версиям, он умер своей смертью в Эпире или в Этолии либо погиб в Этрурии.
Одиссей стал одним из героев «Илиады» и центральным персонажем другой поэмы Гомера, «Одиссея», рассказывающей о его долгом возвращении на родину. В этом эпосе он преодолевает все опасности благодаря своему уму и душевной стойкости. Одиссей действует также в ряде киклических поэм, греческих и римских трагедий (в их числе сохранившиеся «Филоктет» и «Аякс» Софокла, «Гекуба» Еврипида, «Троянки» Сенеки). Он стал популярным персонажем античного изобразительного искусства. После относительного забвения интерес к Одиссею ожил в начале Нового времени, когда поэмы Гомера снова стали читать. Словом «одиссея» стали называть любое долгое странствие, обычно сопровождаемое разного рода трудностями и превратностями судьбы. Царь Итаки фигурирует во множестве литературных произведений от «Божественной комедии» Данте до фантастических романов начала XXI века, в ряде художественных фильмов. На аналогиях с «Одиссеей» построен роман Джеймса Джойса «Улисс».
Учёные видят в Одиссее героя фольклора, возможно, связанного с доэллинским населением Южных Балкан. Изначально это мог быть образ сказочного героя-путешественника, на более поздней стадии обогащённый чертами страдальца и человека, тоскующего по далёкому дому. Одиссей постепенно вошёл в троянский мифологический цикл и стал героем-воином, который в отличие от других побеждает с помощью не только силы, но и разума.

## Имя
В источниках встречается множество вариантов имени Одиссея: в поэмах Гомера это Ὀδυσσεύς или Ὀδυσεύς, на амфорах архаического периода — Ὀλυτές, Ὀλυτεύς, Ὀλυττεύς, Ὀλυσεὺς и другие. В науке сложились разные мнения об этих именах — о том, являются ли гомеровские варианты, с буквой δ, более старыми либо же эти две группы имён изначально были связаны с разными регионами Греции и разными диалектами древнегреческого языка. Латинизированная форма имени, Ulixes/Ulisses (Улисс), по одной из версий, связана с тем вариантом, который имел хождение на западе и юге Балканской Греции; этрусская, Utuse/Uthuse/Uthuste/Uthuzte, — с ионийской вариацией.
По значению древние греки связывали имя Одиссей с глаголом odyssao — «гневаться», «ненавидеть». Согласно Гомеру, именно это значение имел в виду Автолик, когда давал имя своему новорождённому внуку. Василий Жуковский в русском варианте «Одиссеи» дал перевод «сердитый», но в действительности древнегреческое причастие, ставшее именем героя поэмы, могло иметь два разных значения: активное («разгневавшийся», «возненавидевший») и пассивное («испытавший на себе гнев», «ненавидимый»). В первом случае это ненависть Одиссея к женихам Пенелопы, во втором — ненависть некоторых богов к Одиссею. В поэме в ряде мест имеется в виду второй вариант, из-за чего некоторые исследователи говорят об Одиссее как о «ненавистном богам». Существует альтернативное мнение о том, что имя содержит оба значения сразу. Антиковед Виктор Ярхо осторожно констатирует, что «имя Одиссея не получает удовлетворительного объяснения из древнегреческого языка»: греки могли воспринять сказания об этом герое у своих предшественников на юге Балкан и дать имени своё толкование.

## В мифологии

### Происхождение
Родителями Одиссея античные авторы единодушно называют Лаэрта и Антиклею. По обеим линиям герой происходил от Зевса. Отец Одиссея, царь Итаки, участник Калидонской охоты и плавания аргонавтов, был сыном Аркесия и Халкомедусы. О генеалогии Аркесия источники рассказывают по-разному: это был сын либо Зевса и Эвриодии, либо Кефала и Прокриды. В свою очередь Прокрида принадлежала к афинскому царскому дому (была дочерью Эрехтея), а Кефал был или внуком Эола, царя Фокиды, или сыном бога Гермеса.
Мать Одиссея, Антиклея, была дочерью Автолика, известного разбойника и вора, «славного хитрым притворством и клятв нарушением», сына Гермеса. Согласно одной из версий мифа, ещё один выдающийся хитрец, коринфянин Сизиф, изнасиловал Антиклею незадолго до её замужества, чтобы наказать Автолика за похищение своих коров, и стал настоящим отцом Одиссея (один из схолиастов Софокла утверждает даже, что Сизиф и Антиклея были женаты). С такой генеалогией связаны хитрость Одиссея, его практицизм, умение найти выход из любой ситуации.
В роду царей Итаки традиционно был только один мужчина на каждое поколение, и Одиссей тоже был единственным сыном. У Гомера упоминается младшая сестра героя Ктимена, у поздних античных авторов — ещё одна сестра, которую звали либо Каллисто (у Лисимаха), либо Факе, «Чечевица» (у Мнасея).

### Ранние годы
По данным большинства античных авторов, Одиссей появился на свет на Итаке (в частности, Силен Хиосский полагает, что это произошло у горы Неритон, под дождём). Только Истр пишет, что Антиклея родила сына в пути с родного Парнаса в царство мужа, в окрестностях Алалкомен в Беотии, из-за чего впоследствии Одиссей назвал Алалкоменами ещё один город, у себя на родине. Версия Истра могла быть попыткой согласовать между собой разные мифы об Одиссее, существовавшие на западе Греции и в Беотии. Согласно Гомеру, Автолик приехал в гости к дочери и зятю, как раз когда его внук появился на свет. Именно дед и дал младенцу имя.
Ксенофонт и Либаний называют Одиссея одним из учеников мудрого кентавра Хирона, жившего на горе Пелион. Гомер об этом ничего не знает и даёт ряд отрывочных сообщений о детстве и юности Лаэртида. Будучи ребёнком, тот получил от отца в подарок множество деревьев в саду: тринадцать груш, десять яблонь и сорок смоковниц. Повзрослев, Одиссей навестил своего деда на Парнасе и получил от него обещанные богатые подарки. Охотясь на вепря вместе со своими дядьями (сыновьями Автолика), он был ранен в ногу над коленом, и рубец от этой раны остался на всю жизнь; место охоты показывали путешественникам ещё во II веке н. э. (тогда там стоял дельфийский гимнасий). По поручению отца и геронтов Одиссей предпринял поездку в Мессену, чтобы потребовать компенсацию за триста быков, которых мессенцы похитили вместе с пастухами. В этом городе он встретил царя Эхалии Ифита, приехавшего по схожему делу. Два героя подружились и обменялись подарками: Одиссей получил лук, из которого впоследствии стрелял по женихам. Кроме того, Лаэртид ездил в город Эфира (предположительно в Феспротии), чтобы попросить у тамошнего царя Ила, сына Мермера, яд для стрел. Услышав отказ, он получил желаемое от царя тафийцев Анхиала.
В какой-то момент Лаэрт уступил Одиссею царскую власть. О причинах такого шага ничего не известно; передача власти произошла до начала Троянской войны, то есть более чем за двадцать лет до времени действия «Одиссеи», когда Лаэрт наверняка был ещё относительно молодым и крепким мужчиной. Известно, что Одиссей повелевал, помимо Итаки, Кефалленией и Закинфом и был «несказанно богат».

### Начало Троянской войны
В связи со своей женитьбой Одиссей оказался вовлечён в общегреческие дела. Гесиод, Псевдо-Аполлодор и Псевдо-Гигин пишут, что царь Итаки был одним из многочисленных женихов Елены, дочери Леды и либо спартанского царя Тиндарея, либо самого Зевса. Эта девушка превосходила красотой всех женщин, а потому на её руку претендовали герои со всей Греции. Тиндарей не решался выбрать зятя, поскольку боялся, что отвергнутые женихи станут его врагами. Тогда Одиссей в обмен на обещание руки царской племянницы Пенелопы дал ему спасительный совет: обязать всех женихов поклясться, что они «дружно выступят на помощь, если избранный жених подвергнется опасности в связи с предстоящей свадьбой». Такая клятва была дана всеми, включая царя Итаки, над тушей принесённого в жертву коня. Мужем Елены стал Менелай, а Одиссей получил Пенелопу.
Ферекид изложил альтернативную версию мифа, согласно которой Одиссей изначально претендовал на руку Пенелопы: Лаэрт узнал, что эта девушка превосходит остальных гречанок красотой и умом, а потому захотел женить на ней сына. Претендентов было много, и отец Пенелопы Икарий (брат Тиндарея) устроил для них состязания в беге. Победителем стал Одиссей. Тесть, не желая расставаться с дочерью, долго упрашивал Одиссея остаться жить в Спарте; получив отказ, он начал умолять Пенелопу остаться с ним. Даже когда новобрачные отправились в путь, Икарий долго шёл за их колесницей, продолжая упрашивать дочь. В конце концов Одиссею пришлось потребовать от жены сделать окончательный выбор: или он, или отец. Та ничего не ответила и только закрыла своё лицо покрывалом, после чего супруги продолжили свой путь.
Вскоре после женитьбы Одиссей был посвящён в самофракийские мистерии. Пенелопа родила ему сына, получившего имя Телемах. Тем временем Елену похитил троянский царевич Парис, и Менелай объездил всю Грецию, чтобы призвать героев, связанных клятвой, к участию в походе на Трою. На Итаке он появился вместе со своим братом Агамемноном (царём Микен) и эвбейским царевичем Паламедом. Одиссей не хотел участвовать в войне, так как ему было предсказано, что домой он вернётся одиноким и нищим спустя двадцать лет, а потому он притворился безумным. Перед гостями царь Итаки предстал в войлочной крестьянской шапке, пашущим поле (в плуг были впряжены вол и осёл) и засевающим его солью. Однако Паламед перехитрил Одиссея: он положил на землю перед плугом новорождённого сына мнимого безумца, и тому пришлось поднять младенца с земли (по другой версии, Паламед замахнулся на Телемаха мечом). Так было доказано, что царь Итаки в здравом уме. Прощаясь с женой, Одиссей велел ей, если он не вернётся, снова выйти замуж, когда Телемах станет взрослым.
Теперь Одиссею пришлось самому участвовать в сборе сил. Совместно с Менелаем он отправился на Кипр и добился от местного царя Кинира клятвы прислать под Трою пятьдесят кораблей. Потом его путь лежал на Скирос, где спрятался мирмидонский царевич Ахилл: согласно оракулу, без этого героя взятие Трои было невозможно, а самому Ахиллу была предсказана ранняя гибель в случае участия в войне. Потому мать царевича Фетида спрятала его на Скиросе, где он жил в царском дворце, переодетый в женское платье. Одиссей хитростью заставил Ахилла выдать себя: он разложил во дворце дары (драгоценности, одежду, а между ними меч и щит) и предложил женщинам выбрать что-нибудь на свой вкус. Внезапно зазвучал сигнал боевой трубы, и Ахилл схватил оружие. После этого и ему пришлось примкнуть к антитроянскому союзу. Согласно альтернативной версии, мирмидонский царевич не прятался, и Одиссею, посетившему его во Фтиотиде, не пришлось идти на какие-либо ухищрения.
По поручению Агамемнона Одиссей похитил трёх дочерей Ания, царя Делоса, которые могли превращать всё, к чему прикасались, в вино, зерно и масло. Впрочем, сёстрам удалось бежать. После этого Одиссей присоединился к грекам, сконцентрировавшим объединённый флот у Авлиды. Продолжить плавание к берегам Малой Азии не удавалось много дней из-за встречного ветра; выяснилось, что необходимо умилостивить богов, принеся им в жертву дочь Агамемнона Ифигению, и именно Одиссею выпало ехать за царевной в Микены. Он обманул мать девушки Клитемнестру, сказав ей, будто Ифигения будет выдана замуж за Ахилла. Царевна была принесена в жертву (либо Артемида в последний момент заменила её ланью), и после этого подул попутный ветер.
На пути к Геллеспонту, на Лесбосе, Одиссей одержал победу в борьбе над местным царём Филомелидом. Именно по совету царя Итаки, как пишут некоторые античные авторы, ахейцы бросили на Лемносе Филоктета с незаживающей и зловонной раной. Наконец, Одиссей стал одним из трёх послов (наряду с Менелаем и Паламедом), которые до начала боевых действий отправились в Трою и потребовали вернуть Елену и похищенные вместе с ней сокровища. Троянцы ответили решительным отказом и даже хотели перебить послов, но Антенор помешал им это сделать.

### Под Троей
Когда греческий флот подошёл к Трое, произошла заминка. Ни один воин не решался ступить на землю, так как, согласно предсказанию, первый, кто коснётся ногой вражеской земли, должен был первым и погибнуть. Тогда Одиссей бросил на берег свой щит и прыгнул на него, формально не коснувшись земли. Протесилай, самый нетерпеливый, немедленно прыгнул на берег и был убит Гектором. Осада Трои затянулась на десять лет. О действиях Одиссея в первые девять лет войны известно только одно: он погубил Паламеда. Согласно Сервию, царь Итаки счёл себя оскорблённым, когда Паламед оказался более удачлив в поисках пшеницы для войска; согласно схолиасту Еврипида и Диктису Критскому, Паламед был слишком популярен у греков, что вызывало ненависть у Агамемнона, Диомеда и Одиссея; «все поэты», согласно Сократу в изложении Ксенофонта, утверждали, что Одиссей завидовал уму Паламеда; Вергилий пишет, что Паламед был слишком миролюбив, а потому опасен для главных вождей ахейцев. Наконец, Псевдо-Гигин сообщает, что Одиссей ненавидел Паламеда с тех пор, как тот заставил его принять участие в Троянской войне.
Согласно наиболее известной версии мифа, Одиссей убедил Агамемнона, что всё греческое войско должно на день покинуть лагерь. В шатре Паламеда он зарыл золото, а потом, когда воины вернулись, поручил одному пленному фригийцу доставить письмо, написанное якобы царём Трои Приамом Паламеду. Фригиец был по его приказу убит прежде, чем нашёл адресата; найденное при нём послание принесли Агамемнону, и тот прочёл: «Паламеду шлёт Приам…» Далее в письме перечислялись зарытые ценности. Царь Микен приказал провести обыск, и одиссеево золото было найдено. Греки, убеждённые в том, что Паламед изменил общему делу, побили его камнями.
По другой версии, Одиссей и Диомед просто убили Паламеда: или утопили во время рыбалки, или сказали ему, будто нашли клад на дне колодца, спустили его туда и забросали камнями. В любом случае гибель Паламеда стала причиной несчастий для многих греческих царей: его отец Навплий и брат Ойак, не получив от Агамемнона законного возмещения, начали ездить по Греции и рассказывать жёнам героев, находившихся под Троей, что те нашли себе наложниц, которых хотят по возвращении домой сделать царицами. Под влиянием таких рассказов одни женщины кончали с собой, а другие заводили любовников и начинали строить планы убийства мужа. Согласно Флавию Филострату, и гнев Ахилла на греков был связан не с потерей Брисеиды, а с убийством Паламеда.
Одиссей участвовал вместе с Аяксом Теламонидом в схватке над телом Ахилла и, согласно Диктису Критскому, убил при этом двух сыновей Приама — Арета и Эхеммона. Квинт Смирнский перечисляет ещё нескольких знатных троянцев, убитых Одиссеем в этом бою; сам царь Итаки был ранен в колено, но не отступил. Согласно Антисфену, Аякс отстоял в схватке тело Ахилла, а Одиссей — его оружие. Сам Аякс у того же автора утверждает, будто Одиссей осознанно выбрал для защиты менее ценную добычу. Однако Софокл и Овидий уверены, что царь Итаки спас от врага и оружие, и тело Ахилла.
После боя Одиссей и Аякс заявили о своих претензиях на доспехи Ахилла (в античной литературе этот эпизод известен как «Спор об оружии»). Каждый из них пытался доказать, что он более отважен и могуч и внёс больший вклад в защиту тела и доспехов погибшего. Победителем в этой распре стал Одиссей, причём античные авторы по-разному излагают детали: решение было принято или верховным вождём Агамемноном, не любившим Эакидов (к этому роду принадлежали и Аякс, и Ахилл), или собранием всех греческих вождей, или даже троянскими пленными, которые сказали, кто из этих двоих нанёс им больший урон. Существует версия, что по предложению Нестора греческие лазутчики подслушивали у стен Трои и узнали непредвзятое мнение врагов: одна девушка сказала, что всю мощь троянского удара в бою над ахилловым телом принял на себя именно Одиссей. Эта троянка говорила так, выполняя волю Афины, которая была на стороне царя Итаки.
Для Аякса это решение стало тяжёлым ударом. В ту же ночь он решил отомстить, но, лишённый Афиной разума, принял за греческих вождей стадо коров и овец. Аякс перебил множество животных, а одного белоногого барана, принятого им за Одиссея, привязал к столбу и начал стегать недоуздком и бранить во всеуслышание. Придя в себя, он покончил с собой. Агамемнон приказал было не хоронить его тело, но Одиссей вмешался и уговорил царя Микен отменить этот запрет.

### Взятие Трои
Ко времени «спора над оружием» осада Трои шла уже более девяти лет, и греки начали терять надежду на победу. Одно из новых предсказаний гласило, что необходимо захватить в плен приамида Гелена, который знал тайные оракулы, защищавшие Трою. Одиссей это сделал (по другой версии, Гелен сам перебежал к грекам). Выяснилось, что город можно будет взять ближайшим летом, если в греческий лагерь будет привезена хотя бы одна кость Пелопа, если в осаде примет участие сын Ахилла Неоптолем и если у греков будет гераклов лук, которым владел брошенный когда-то на Лемносе Филоктет. Согласно альтернативной версии, Гелен попал в плен, уже когда Филоктет был под Троей, и соответственно третьим пунктом было похищение из города палладиума — священной статуи Афины.
В любом случае Одиссею пришлось совершить поездку на Лемнос (совместно с Диомедом или Неоптолемом) и уговорить Филоктета присоединиться к войску. На Скирос за Неоптолемом отправился тоже он. Сын Ахилла охотно последовал за ним — противодействие Одиссей встретил только со стороны матери Неоптолема Деидамии и её отца, царя Ликомеда. Вернувшись к стенам Трои, царь Итаки отдал Неоптолему доспехи Ахилла (впрочем, поздние античные авторы пишут, что эти доспехи Одиссей потерял уже позже, в кораблекрушении у берегов Сицилии).
Дважды Одиссей смог проникнуть в осаждённую Трою. В первый раз он предварительно иссёк себе спину бичом и нарядился в нищенское рубище. В городе Одиссей был узнан Еленой, но она его не выдала и даже предоставила на время приют; собрав важные данные и убив нескольких троянцев, он вернулся к своим. Во второй раз Одиссей пробрался в Трою вместе с Диомедом, чтобы украсть палладиум. По одной версии, герои прошли через узкий и грязный потайной ход и перебили стражу, после чего благополучно вынесли статую Афины; по другой, им пришлось перелезать через стену. Автор «Малой Илиады» сообщает, что лестница была короткой, а потому Диомед забрался на плечи Одиссею и один перелез через стену и вынес палладиум. Одиссей решил убить его, чтобы присвоить себе всю славу, но Диомед увидел приближающуюся к нему тень и смог разоружить своего товарища.
Взять Трою греки смогли благодаря деревянному коню, и эту хитрость большинство источников приписывает Одиссею. Именно царь Итаки придумал на время отвести армию (якобы окончательно уставшую от войны) и оставить в качестве подарка троянцам огромного деревянного коня, внутри которого должны были спрятаться самые храбрые из греков. Одиссей сам выбрал храбрецов и забрался в коня вместе с ними; его выбрали старшим. Троянцы поверили, что враг ушёл, и затащили «подарок» в город. Когда вокруг коня ходила Елена, называя греков по именам и подражая при этом голосам их жён, именно Одиссей не позволил Менелаю, Диомеду и Антиклу отозваться (последнему он зажимал рот, пока Елена не ушла, и согласно поздней версии мифа даже задушил его).
Ночью греки выбрались из коня, перебили стражу и открыли ворота для основных сил, которые всё это время ждали на кораблях неподалёку. Одиссей, уже бывавший в Трое, повёл Менелая к дому Деифоба (очередного мужа Елены); пока те сражались друг с другом, царь Итаки перебил остальных троянцев, бывших в доме. Потом Одиссей спас от смерти двух сыновей Антенора, тайного друга греков. Согласно «Киприям», в ту же ночь Одиссей и Диомед смертельно ранили дочь Приама Поликсену. Сестра последней Кассандра была изнасилована Аяксом Оилидом в храме Афины, и Одиссей предложил ахейцам побить святотатца камнями, но тот спасся благодаря ложной клятве.
На совете, где решалась судьба многочисленных пленников, Одиссей предложил убить сына Гектора Астианакса, который был тогда ещё ребёнком. По данным некоторых авторов, он и сбросил царевича со стены (в других версиях фигурируют Неоптолем и Менелай). Из пленных троянок Одиссею, согласно Еврипиду, досталась вдова Приама Гекуба. Она вскоре была убита, потому что обвиняла ахейцев в святотатстве и жестокости.

### Путь домой: от Трои до Аида
После взятия Трои братья Атриды рассорились, и всё войско ахейцев распалось на две части. Одиссей примкнул к Менелаю и поплыл с ним домой, но на острове Тенедосе начались новые раздоры, из-за которых царь Итаки уплыл к Агамемнону. Позже он начал самостоятельное плавание к родным берегам. Итакийцы высадились на время в земле киконов во Фракии, где взяли штурмом город Исмар; но после этого, вопреки приказам царя, они не отплыли сразу и подверглись нападению фракийцев из глубины материка. В результате погибли 72 спутника Одиссея. Благодаря сильному северо-восточному ветру флотилия пересекла за четыре дня всё Эгейское море. Попытка обогнуть Малею и повернуть на север, к Итаке, не удалась: шторм забросил корабли к берегам страны лотофагов. Попробовать лотос в этой стране было достаточно, чтобы навсегда забыть родину, но Одиссей вовремя заметил эту опасность и спешно продолжил путь.
Вскоре царь Итаки причалил к большому лесистому острову, на котором водилось много коз. С частью спутников он отправился исследовать эту землю и забрёл в пещеру, оказавшуюся жилищем киклопа Полифема — одноглазого великана-людоеда, сына Посейдона. Полифем, увидев непрошеных гостей, затворил выход из пещеры огромным камнем. Он убил и съел двух ахейцев, а на следующий день — ещё четверых, и только после этого Одиссей придумал, как спастись. Лаэртид напоил киклопа неразбавленным вином, а когда тот заснул, пронзил его единственный глаз огромным заострённым колом. Сбежавшимся на крики соплеменникам Полифем рассказал, что его ослепил Никто (именно так представился ему Одиссей при встрече), так что им не пришло в голову искать виновников случившегося. Наутро киклоп откатил в сторону камень, чтобы выпустить овец на пастбище, и ахейцы смогли выбраться вместе с животными. Уже взойдя на борт корабля, Одиссей издевательски попрощался с Полифемом и назвал ему своё имя:

Если, циклоп, у тебя из людей земнородных кто спросит,

Как истреблён твой единственный глаз, ты на это ответствуй:

Царь Одиссей, городов сокрушитель, героя Лаэрта

Сын, знаменитый властитель Итаки, мне выколол глаз мой.
— Гомер. Одиссея, IX, 502—505.
Полифем, услышав это, взмолился к отцу, чтобы Одиссей прибыл домой только после многих напастей, потеряв все корабли и всех спутников. Дальнейшие события показали, что Посейдон услышал эту молитву.
Двигаясь на север, Одиссей достиг острова Эола, господина ветров. Последний принял его с почётом на целый месяц, а перед расставанием вручил мех, в котором были заключены все ветры, кроме западного — Зефира. Именно Зефир должен был обеспечить итакийцам спокойное возвращение на родину. После девяти дней плавания флотилия приблизилась к берегам Итаки, но тут случилось непредвиденное: спутники Одиссея решили, что в мехе он прячет полученные от Эола золото и серебро; дождавшись момента, когда царь уснул, они открыли мех и выпустили ветры наружу. Вскоре корабли, гонимые бурей, снова оказались у Эолова острова. Эол понял, что Одиссей настроил против себя могущественное божество, и отказался ему помогать.
Итакийцы снова поплыли на восток. Через семь дней они прибыли в страну лестригонов, но местные жители-великаны, оказавшиеся людоедами, забросали корабли с берега огромными камнями. Уйти в море смог только один корабль — тот, на котором был Одиссей. Следующую остановку путешественники сделали на острове Ээя, где жила волшебница Кирка (дочь Гелиоса). Двадцать итакийцев, сошедших на берег, были превращены Киркой в свиней; сохранил человеческий облик только друг Одиссея Еврилох, который смог вернуться на корабль. Одиссей отправился выручать спутников. На помощь ему пришёл Гермес, давший оберег — цветок моли, делавший бессильным злое волшебство. Кирка коснулась Одиссея своим жезлом со словами «Иди и свиньёю валяйся в закуте с другими», но он не превратился в свинью благодаря цветку и занёс над волшебницей свой меч. Та, поражённая случившимся, начала уговаривать гостя пощадить её и разделить с ней ложе. Одиссей уступил только после того, как Кирка поклялась не причинять ему зла и вернула человеческое обличье его товарищам.
На Ээе Одиссей прожил год. Только после этого итакийцы убедили своего царя продолжить путь на родину. Однако прежде, по настоянию Кирки, Одиссей направился через Океан в царство мёртвых, чтобы узнать у тени прорицателя Тиресия свою судьбу. Путешественники достигли места впадения рек Коцит и Флегетон в Ахеронт; там они выкопали яму и принесли в жертву чёрного барана и корову. Души умерших начали слетаться в это место, чтобы выпить жертвенной крови, но Одиссей отгонял их обнажённым мечом, пока не появилась душа Тиресия. Напившись, она предупредила царя Итаки, что он не должен поднимать руку на стада Гелиоса (по другой версии — Гипериона). Если же это произойдёт, то все спутники Одиссея погибнут, а он вернётся домой один, там встретит «буйных людей», перебьёт их и будет вынужден снова оставить родину. В этом случае ему придётся странствовать, пока он не найдёт народ, который не знает моря, ни разу не видел корабли и не солил пищу.
Потом Одиссей поговорил с душой матери, умершей от тоски по нему после начала Троянской войны. Антиклея рассказала, что Пенелопа ждёт мужа, проводя дни в печали, и что царский сан «никому от народа не отдан». Свою жажду утолили тени многих знаменитых женщин: Тиро, Антиопы, Ифимедеи и других. После них к жертвенной крови слетелись души товарищей Одиссея по Троянской войне. Агамемнон рассказал ему об обстоятельствах своей гибели и посоветовал причалить к Итаке тайно, чтобы избежать опасностей; Ахилл выслушал рассказ о великой славе его сына, Неоптолема. Аякс Теламонид, помнивший спор об оружии, не стал подходить к Одиссею, а Геракл посочувствовал Лаэртиду в его бедствиях. Царь Итаки хотел дождаться других великих героев — Тесея и Пирифоя, но услышал крики и испугался, что Персефона вышлет против него из мрака голову Медузы Горгоны, а потому спешно вернулся на корабль и уплыл.

### Путь домой: от острова Кирки до Итаки
Без приключений Одиссей добрался до Ээи, где его с радостью встретила Кирка. Выслушав рассказ волшебницы о грозящих ему в будущем опасностях, он отплыл в сторону Итаки. Вскоре путешественники приблизились к острову сирен — существ с телами птиц и лицами женщин, которые очаровывали всех проплывавших мимо своим пением, приманивали ближе, а потом убивали. Предупреждённый Киркой, Одиссей заранее приказал своим спутникам залепить уши воском, а его привязать к мачте, чтобы он мог без риска насладиться пением. Сирены пели так сладко, что Лаэртид знаками приказал гребцам развязать его; но те стали грести с удвоенной силой, а царя привязали ещё крепче.
Дальше Одиссею надо было выбрать — плыть через плавучие скалы Планкты или через пролив между двумя утёсами, на которых жили чудовища Харибда и Скилла. Он выбрал второе. Харибда трижды в день всасывала в себя огромное количество воды вместе с кораблями и людьми на них; Скилла хватала с кораблей моряков (по шесть человек зараз) и пожирала их. В попытке спастись от Харибды Одиссей слишком приблизился к другому берегу, так что Скилла схватила шестерых его спутников. Прежде, чем это чудище вернулось, корабль прошёл через пролив.
Вскоре итакийцы оказались у берегов Сицилии, где паслись стада Гелиоса или Гипериона. Помня предостережение Тиресия, Одиссей заставил спутников поклясться, что они не будут убивать этих животных. Однако после этого тридцать дней дули неблагоприятные ветры, мешавшие продолжить путь; провизия с Ээи закончилась, а охота и рыбалка не принесли результатов. Поэтому греки, дождавшись, пока Одиссей уснёт, убили нескольких быков и начали жарить их мясо. Лаэртид, проснувшись, пришёл в ужас, но ничего нельзя было исправить. Когда путники отплыли к Итаке, Зевс по просьбе Гелиоса (или Гипериона) наслал сильный встречный ветер, сломавший мачту, а потом поразил корабль молнией; все итакийцы погибли, и только Одиссей спасся, ухватившись за обломок корабля. Девять дней его носило по морю, пока волны не выбросили его на берег острова Огигия, где жила «светлокудрявая, сладкоречивая нимфа» Калипсо.
На этом острове Одиссей провёл, по данным Гомера, семь лет (Гигин пишет об одном годе, Аполлодор — о пяти годах, Овидий — о шести, Сервий — о десяти). Калипсо делила с ним ложе, уговаривала стать её мужем и забыть Итаку, а взамен обещала бессмертие; но Лаэртид тосковал по дому и по своей семье. Подолгу сидел он на берегу моря и вглядывался вдаль. Наконец, Зевс по просьбе Афины отправил на Огигию Гермеса в качестве вестника, и тот передал Калипсо приказ освободить гостя. Построив плот, Одиссей снова отправился в путь. После семнадцати дней спокойного плавания огромная волна, посланная Посейдоном, смыла путешественника в воду, но он смог выплыть и вернуться на плот. На помощь к нему пришла морская богиня Левкофея: она убедила Одиссея завернуться в подаренное ею чудотворное покрывало и снова прыгнуть в воду. Через два дня пловец, голый и выбившийся из сил, достиг берега острова Дрепана, принадлежавшего народу феаков. Он спрятался в роще у ручья и уснул.
Утром к ручью пришла Навсикая — дочь местного царя Алкиноя. Она играла со служанками в мяч, когда к ней вышел Одиссей, прикрывший наготу сухими ветками. «Умилённым словом» он успокоил напуганную царевну. Та взяла его под свою защиту и привела во дворец, где представила отцу. Одиссей рассказал Алкиною, его жене Арете и приближённым историю взятия Трои и своих странствий. После этого феаки на своём корабле доставили Лаэртида на Итаку. Спящего, его положили на песок и уплыли.

### Проблема маршрута Одиссея
Единого мнения о том, где именно плавал Одиссей, не было уже в архаическую эпоху. Гесиод предположил, что Лаэртид плавал главным образом по Тирренскому морю, у побережья Сицилии и Италии, и его точка зрения оказалась влиятельной: например, скалы сирен во времена Страбона помещались, по мнению многих, на мысе Пелориады (в Сицилии) или на Сиренуссах (в Кампании), а пролив между Скиллой и Харибдой отождествлялся с Мессанским проливом. Для сторонников таких локализаций оставалось неясным, насколько далеко Одиссей проник на запад во время своего путешествия в загробный мир и, в частности, прошёл ли он между Геркулесовых столбов (через Гибралтарский пролив). Кратет Малльский давал положительный ответ на этот вопрос, Аристарх Самофракийский, Каллимах Киренский и Полибий — отрицательный.
Страну лотофагов разные античные авторы локализовали на разных участках ливийского побережья либо в Сицилии; в Сицилии жили лестригоны и киклопы (во всяком случае, именно там происходит действие сатировской драмы Еврипида «Киклоп»), а в районе города Милы мог произойти инцидент с быками Гелиоса. Греки полагали, что в память именно о тех событиях мыс Пахин имеет альтернативное название — Одиссеев мыс. Эоловым островом считали Липару или Стронголу в составе Липарского архипелага.
Остров Кирки Ээю многие авторы отождествляли со страной Эей — целью аргонавтов; плавучие скалы Планкты соответственно отождествлялись с Симплегадами. Для одних писателей это означало перенос цели аргонавтов с востока на запад, для других — локализацию плавания Одиссея в том числе в Понте Эвксинском. Ээю видели также в острове Энария у Кум либо в отдельных участках побережья Лация и Кампании, место спуска Одиссея в загробный мир искали тоже в Южной Италии. Следы пребывания Лаэртида фиксировались в разных частях западного мира — в южной части Испании (в районе финикийской колонии Абдеры), в Лузитании (город Олисипо из-за его названия считался основанным Одиссеем/Улиссом), в Галлии, где жило племя элусатов, в Каледонии, где путникам показывали установленный Одиссеем алтарь с греческой надписью, в Германии, где Лаэртид считался основателем города Асцибургия на Рейне (возможно, это современная деревня Асбург близ Мёрса). Страбон пишет, что в Испании путникам показывали «тысячи других следов странствования Одиссея после Троянской войны».
Начиная с эллинистической эпохи набирало популярность мнение, что Гомер не имел в виду какие-то конкретные места и к тому же не разбирался в географии Средиземноморья. Эратосфен заявил однажды: «Можно найти местность, где странствовал Одиссей, если найдёшь кожевника, который сшил мешок для ветров». Философы осуждали попытки дать буквальное толкование гомеровским текстам с нравственной точки зрения.

### На Итаке
Проснувшись, Одиссей не узнал родной остров. Он решил, что феаки его обманули, высадив в какой-то незнакомой стране. Однако царю явилась Афина, которая объяснила ему, где он находится, и рассказала о происходящем на Итаке. Уже три года к тому моменту Пенелопе досаждали женихи, собравшиеся со всех окрестных островов (античные авторы называют их число — 112). Каждый из них, полагая, что Одиссей уже мёртв, рассчитывал жениться на Пенелопе и получить вместе с ней царскую власть. Царица под благовидными предлогами откладывала решение; женихи же чувствовали себя как дома в её дворце: пили царское вино, забивали и ели царских животных, совращали служанок. Афина посоветовала Одиссею до поры не открывать никому своё имя и придала ему облик старика.
Сначала Лаэртид нашёл приют у Евмея — старого свинопаса, сохранившего преданность царскому дому. В его хижине Одиссей встретился со своим сыном Телемахом, которому открылся (но попросил ничего не говорить матери). На следующий день он пришёл в обличье нищего в царский дворец. Там Одиссей стал свидетелем бесчинств женихов, победил в кулачном бою Ира (местного нищего, который попытался его прогнать), а вечером встретился с Пенелопой. Ей он представился критянином и рассказал, будто встречал её мужа в Эпире и что тот скоро вернётся домой. Пенелопа не поверила в близость встречи, но всё-таки приказала старой служанке Эвриклее омыть ноги гостю и устроить его на ночлег. Во время мытья ног Эвриклея узнала Одиссея по старому шраму; он приказал ей молчать.
На следующий день Пенелопа объявила женихам, что готова стать женой одного из них — но только того, кто согнёт одиссеев лук и чья стрела пройдёт через двенадцать колец. Тут же началось состязание. Ни один из женихов не смог натянуть тетиву; тогда Одиссей, не обращая внимание на тяжкие оскорбления, взял лук и выстрелил из него через все кольца. Следующую стрелу он пустил в горло Антиною, самому дерзкому из женихов, и объявил собравшимся своё имя. Женихи бросились к стенам за оружием, но Телемах заранее унёс копья и щиты, как приказал ему отец. Началась схватка: Одиссей, стоя у главного входа в пиршественную залу, стрелял по врагам из лука, а те наступали на него с мечами. Телемах принёс из кладовой оружие для себя, Евмея и ещё одного верного слуги, Филойтия. В конце концов все женихи и их сторонники были перебиты. Двенадцать служанок, «поведеньем развратных» и «невежливых против царицы», отмыли залу от крови, а потом их повесили во дворе.
Теперь Одиссей открылся, наконец, Пенелопе. Та подвергла его испытанию; только услышав подробный рассказ о том, как Одиссей когда-то изготовил супружеское ложе в стволе маслины, Пенелопа признала в нём мужа. Потом царь нашёл в загородной усадьбе и отца, Лаэрта, который узнал его, получив «верный знак».
Согласно альтернативной версии мифа, Пенелопа не дождалась Одиссея и вступила в близость либо со всеми женихами разом, либо с одним из них — Антиноем или Амфиномом (в результате родился Пан). Лаэртид, перебив женихов, неверную жену тоже убил или выслал в Аркадию, к отцу. Согласно третьей версии, он оставил Пенелопу в живых и сам покинул Итаку.

### Поздние годы
В любом случае Одиссей не смог зажить спокойной жизнью сразу после избиения женихов. Согласно классической версии мифа, к его дворцу пришла вооружённая толпа, состоявшая в основном из родственников убитых; царь вместе с сыном и отцом бросился в схватку и успел убить нескольких врагов, но богиня Афина заставила сражающихся остановиться. Дальше, по словам Гомера, «был укреплён союз меж царём и народом». Другие же источники сообщают, что итакийцы предложили царю соседнего Эпира Неоптолему рассудить их с Одиссеем. Неоптолем постановил, что Лаэртид должен на десять лет покинуть родину и передать царскую власть Телемаху, а родственники женихов за это время обязаны возместить ущерб, нанесённый царскому хозяйству.
Одиссей переправился в Эпир. Чтобы умилостивить Посейдона, как советовал ему когда-то Тиресий, он пешком двинулся через горы и шёл с веслом на плечах до тех пор, пока кто-то из местных жителей не закричал ему: «Что за блестящую лопату держишь ты на плече, чужеземец?» На этом месте (в Феспротии) Одиссей принёс в жертву Посейдону трёх животных и получил от него прощение. Вскоре он женился на местной царице Каллидике, потом во главе её войска выступил против племени бригов, но Аполлон остановил эту войну. Когда истёк срок изгнания, Одиссей вернулся на Итаку, которой правил к тому времени ещё один его сын Полипорт, воссоединился с Пенелопой и снова принял власть.
Согласно одной из версий мифа, в Эпире Одиссей сделал своей возлюбленной царицу Эвиппу, которая родила от него сына Эвриала. Последний, став взрослым, отправился на поиски отца. Он прибыл на Итаку в отсутствие Одиссея; Пенелопа поняла, кто он такой, и решила его погубить. Когда Одиссей вернулся, она сказала ему, будто юный чужестранец подослан, чтобы умертвить его, и Лаэртид убил Эвриала.
Сам Одиссей погиб, по одной из версий традиции, на родном острове. Оракул гласил, что царь падёт от руки собственного сына — именно поэтому Телемаху, пока его отец был в Феспротии, пришлось удалиться в изгнание на Кефаллению. Однако убийцей стал другой сын Одиссея. Телегон, рождённый Киркой, отправился на поиски отца и высадился на Итаке, думая, что это Керкира. Царь вышел на защиту своего острова, и в схватке Телегон нанёс ему смертельную рану копьём с шипом ската. Дополнительные подробности сообщает Диктис Критский: по его словам, Одиссей умер через три дня после боя, а перед смертью радовался тому, что убил его не Телемах. Телегон, узнавший правду, отвёз тело отца к матери. Позже, отбыв изгнание, он женился на Пенелопе, а Телемах на Кирке, и таким образом две ветви семейства Одиссея примирились между собой. Согласно одной из версий, Кирка воскресила Одиссея, но позже Телемах убил Кирку и был убит сам, и тогда Лаэртид умер снова — на этот раз от горя.
Существуют альтернативные версии, согласно которым Одиссей или уплыл с Итаки на запад, к Геркулесовым столбам, или умер своей смертью в Этолии либо в Эпире, или был убит в Этрурии, в основанном им же городе Кортона. Некоторые из этих версий лучше согласуются с предсказанием Тиресия о мирной кончине в преклонном возрасте:

… Смерть не застигнет тебя на туманном

Море; спокойно и медленно к ней подходя, ты кончину

Встретишь, украшенный старостью светлой, своим и народным

Счастьем богатый.
— Гомер. Одиссея, XI, 134—137.

### Потомки
Пенелопа родила Одиссею вскоре после свадьбы сына Телемаха. После возвращения мужа из долгих странствий она родила ещё двух сыновей — Полипорта и Аркесилая. Одна из версий мифа называет сыном Телемаха и Поликасты (дочери Нестора) Гомера, а в исторические времена к Телемаху и Навсикае возводил свою родословную оратор Андокид.
Множество сыновей родили Одиссею Кирка и Калипсо. В рамках античной традиции существовала серьёзная путаница в вопросе о том, кто был матерью конкретного героя. Детьми Кирки разные источники называют Телегона (легендарного основателя Пренесте и Тускула, предка аристократического рода Мамилиев), Теледама, Агрия (царя этрусков), Латина (эпонима Лация в Центральной Италии), Авзона, Рома (Романа), Касифона, Навсифоя, дочерей Анцию, Ардею и Кассифону, жену Телемаха. Сыновьями Калипсо считались снова Навсифой, Навсиной, Телегон, Латин и Авзон. Клиний называет Латина сыном Телегона, Гигин — сыном Телемаха, Иоанн Лид — сыном Зевса и Пандоры. Царица феспротов Каллидика родила от Одиссея Полипета, Эвиппа — Эвриала, который может быть отождествлён с Леонтофоном и Дориклом. Согласно ещё одной альтернативной версии, матерью Леонтофона была дочь Фоанта.

## Культ Одиссея
Автор схолий к поэме Ликофрона «Александра» пишет, что Калипсо воскресила Одиссея и подарила ему вечную жизнь. Это сообщение, которому нет параллелей в других источниках, трактуется учёными как одно из доказательств существования в Греции культа Лаэртида. Известно, что спартанцы построили святилище Одиссея как похитителя палладиума и мужа Пенелопы; от его имени оглашались оракулы в землях эвританов в Этолии, ему воздавались почести как богу в некоторых местностях Эпира, приносились жертвы в Таренте и на Итаке, перед домом, где, как считалось, он жил когда-то. Алтарь Одиссея стоял на острове Менинга в Малом Сирте (у побережья Ливии). В храме Аполлона в Сикионе, по словам Луция Ампелия, хранились хламида и панцирь Одиссея, в храме Матерей в сицилийском Энгии — оружие Одиссея, которое он посвятил богиням, в городе Цирцеи в Италии — его чаша, в городе Одиссеи в Южной Испании — щиты его воинов и носы его кораблей. Посвящённый Одиссею алтарь был найден, по словам Тацита, в германском городе Асцибургии на Рейне. Одна из фратрий Аргоса носила имя Одиссея.
Существует гипотеза, что Одиссей был богом у догреческого населения Южных Балкан. Появившиеся в этом регионе во II тысячелетии до н. э. греческие племена во многом восприняли религию своих предшественников, но при этом Одиссей уступил свои функции другим божествам (предположительно Посейдону), превратившись в героя. В исторические времена его культ фиксировался только на окраинах греческого мира. Пенелопа, мать Пана, тоже могла быть божеством с локализацией культа в Аркадии.

## В античной литературе
Литература Древней Греции и Рима в значительной степени была построена на разработке мифологических сюжетов. Соответственно Одиссей фигурирует в ряде литературных произведений разных жанров (как утраченных, так и сохранившихся), наиболее ранними из которых предположительно являются поэмы Гомера «Илиада» и «Одиссея». Гомер в своём творчестве опирался на мощную эпическую традицию о Троянской войне, о которой нет никаких точных сведений. Именно в поэмах Гомера был создан сложный образ Одиссея, который использовался более поздними авторами. В пьесах, поэтических и прозаических произведениях, начиная с классической эпохи, получали своё развитие только отдельные отличительные черты Одиссея (хитрость, красноречивость, пиетет по отношению к богам, любовь к родной земле и т. п.). Из-за этого некоторые исследователи говорят даже о «деградации» образа.

### «Илиада»
Действие «Илиады» происходит под Троей на десятый год её осады ахейцами. Оно охватывает 50 дней и начинается, когда Паламед уже мёртв. Одиссей, согласно Гомеру, привёл под Трою относительно небольшую флотилию — двенадцать кораблей, которые составляли около одного процента от всего греческого флота (у Агамемнона было сто кораблей, у Нестора девяносто, у Менелая шестьдесят); но эти корабли стояли в самой середине гавани, и вожди ахейцев, когда им надо было обратиться ко всему войску, держали речь именно с одиссеева флагмана. На итакийских кораблях находились общие алтари богов, перед ними проходили народные собрания и вершился суд.
Одиссей выделяется среди многочисленных вождей ахейцев благодаря своему уму. Его мнение о том, как следует вести войну, всегда совпадает с мнением Нестора — престарелого и мудрого царя Пилоса. Одиссей принимает участие в ряде важных событий: он сопровождает Хрисеиду (наложницу Агамемнона, из-за которой Аполлон наслал на ахейцев мор) к её отцу; направляемый Афиной, удерживает войско от погрузки на корабли и отплытия домой, а Терсита, настаивавшего на прекращении войны, избивает скипетром, после чего своей речью воодушевляет ахейцев. В девятой песне «Илиады» он — один из послов, которые безуспешно уговаривают Ахилла вернуться к участию в боевых действиях. Именно Одиссей держит речь, предлагая Ахиллу от имени всех ахейских вождей семь греческих городов и дочь Агамемнона в жёны. Его называют «советами равным Зевсу», «мужем, преисполненным козней различных и мудрых советов», «многоумным», «неоскудным в коварствах», с «речами, как снежная вьюга». При этом Гомер, хотя и рассказывает о семье Агамемнона, не упоминает Ифигению и историю о том, как Одиссей обманул её мать. Исследователи отмечают, что царь Итаки вообще не демонстрирует в «Илиаде» хитрость и изобретательность, которые фигурируют только в эпитетах.
Одиссей изображён Гомером как выдающийся воин. В четвёртой песне он убивает приамида Демокоона, а в пятой — множество ликийцев. Когда Гектор вызвал на поединок «храбрейшего из данайцев», Одиссей был в числе девяти героев, откликнувшихся на этот вызов, но жребий выпал Аяксу Теламониду. При этом в восьмой песне, когда троянцы во главе с Гектором обратили ахейцев в бегство, Одиссей тоже бежал с поля боя; он не услышал Диомеда, призывавшего вместе с ним защитить старца Нестора. В десятой песне Одиссей совместно с Диомедом отправляется в ночную разведку. Ахейцы убивают царя фракийцев Реса и похищают его лошадей. Относительно последних было предсказание, что Троя останется неприступной, если эти лошади поедят троянского корма; таким образом, вылазка Одиссея повлияла на исход всей войны. В битве за корабли Одиссей снова сражается рядом с Диомедом, оказывается в окружении и получает рану, но его спасают Аякс Теламонид и Менелай. Наконец, в последней песне «Илиады» Одиссей демонстрирует свою силу в борьбе (Ахилл присуждает ему ничью в поединке с Аяксом Теламонидом) и беге, обогнав благодаря помощи Афины Аякса Оилида.

### «Одиссея»
«Думается, что заблуждаются все поэты, которые сочиняли „Гераклеиду“, „Тесеиду“ и тому подобные поэмы, — они думают, что раз Геракл был один, то и сказание [о нём] должно быть едино. А Гомер… посмотрел на дело правильно, по дарованию ли своему или по искусству: сочиняя „Одиссею“, он не взял всего, что с [героем] случилось, — и как он был ранен на Парнасе, и как он притворялся безумным во время сборов на войну, — потому что во всём этом нет никакой необходимости или вероятности, чтобы за одним следовало другое; он сложил „Одиссею“, равно как и „Илиаду“, вокруг одного действия».
Поэма «Одиссея» рассказывает о драматичном возвращении заглавного героя из-под Трои домой, затянувшемся на десять лет. Как и в случае с «Илиадой», действие охватывает небольшой промежуток времени — всего сорок дней; но у «Одиссеи» намного более сложная сюжетная композиция. В начале поэмы Одиссей находится на Огигии, у Калипсо. Последняя по приказу олимпийских богов отпускает его, он строит плот и достигает страны феаков. На пиру у царя Алкиноя Лаэртид слышит песнь Демодока о взятии Трои и сам рассказывает о своих странствиях: о киконах, лотофагах, киклопе Полифеме, лестригонах, волшебнице Кирке, сошествии в Аид, сиренах, Скилле с Харибдой. Потом он отправляется на феакийском корабле на Итаку, и перед финалом его сюжетная линия объединяется с сюжетной линией Телемаха. «Одиссея» заканчивается на укреплении союза между жителями Итаки и их царём.
Для этой поэмы характерно использование ряда фольклорных и сказочных мотивов, общих для многих культур. В частности, это истории о дальних странах, в которых путешественники переживают удивительные приключения, сталкиваются с людоедами, великанами, всевозможными чудовищами. Рассказ об этом Гомер вкладывает в уста своего героя, отказываясь, таким образом, судить о его правдоподобии. Ещё один сказочный мотив — непосредственное участие богов в судьбе героя. Афина постоянно опекает Одиссея, играя, по словам Алексея Лосева, роль «какой-то суетливой заботливой тётушки»; она не только убеждает Зевса ускорить возвращение героя на родину, но и регулярно заботится о внешности Лаэртида, скрывает его мраком в случае необходимости, освещает ему путь, отклоняет от него копья врагов. Ещё одна богиня, Левкофея, дарит Одиссею волшебное покрывало с условием, что он позже бросит это покрывало в море и не будет оглядываться (это типичный сказочный запрет).
Ещё один распространённый мотив — «муж на свадьбе у своей жены». В соответствии с универсальным сюжетом, Одиссей возвращается на родину в облике нищего накануне того момента, когда его жене пришлось бы выбрать себе нового супруга; Пенелопа понимает, кто он, по опознавательному знаку (это рассказ о тайне супружеского ложа в стволе маслины), а ещё до того мотив узнавания звучит в эпизоде с Эвриклеей и мытьём ног. В завуалированной форме в «Одиссее» мог быть использован и сюжет о встрече отца и сына, которые не узнали друг друга и вступили в схватку (чаще всего в таких историях побеждает сын, который позже понимает, что стал отцеубийцей). Телемах в самом начале поэмы отправляется на поиски отца и сталкивается с ним после возвращения на Итаку — но тот сразу открывает себя, что исключает вероятность трагического развития событий.
Образ Одиссея в этой поэме оказывается более сложным, чем в «Илиаде». Лаэртид «велик душой» и «сердцем», безупречен и мудр, является вторым отцом для своих подданных, нежно любит жену и сына, питает глубокий пиетет по отношению к родителям, любит свой родной остров, проявляет в критических ситуациях мудрость, которая спасает его самого и его спутников. В то же время он, вопреки этике «героического века», в ряде эпизодов выдаёт себя за другого, демонстрирует эгоизм, глупость, бессмысленную жестокость. Одиссей благочестив, но несколько раз — вольно или невольно — оскорбляет богов, что приводит к тяжёлым бедствиям. Он тоскует по дому и семье, но в пути задерживается на Ээе на целый год, забыв об Итаке, и спутникам приходится долго уговаривать его продолжить путь. Он проявляет крайнюю жестокость по отношению к женихам Пенелопы, безжалостно казнит служанок и грозит суровой карой своей няньке Эвриклее, узнавшей его по шраму; бросается с обнажённым мечом на своего друга и родственника Еврилоха, который посмел его в чём-то упрекнуть, но в то же время готов рискнуть жизнью, чтобы выручить своих спутников, ставших жертвами Кирки или Скиллы. Одиссей очень сентиментален и часто плачет, но при этом никогда не забывает о собственной выгоде. Даже услышав растрогавшую его песнь Демодока, герой при угощении певца оставляет себе самый лучший кусок мяса, а Демодоку даёт тот, что похуже; а проснувшись на итакийском побережье, Лаэртид первым делом убеждается, что все дары феакийцев на месте.
Очень противоречиво ведёт себя Одиссей в истории с Полифемом. Вопреки советам спутников, он задерживается в пещере киклопа, что приводит к гибели шести итакийцев. Выбравшись оттуда, он дразнит Полифема и называет ему своё имя, навлекая на весь экипаж корабля гнев Посейдона. При этом именно отвага, хитрость и необыкновенная предусмотрительность Одиссея помогают ему выбраться из пещеры и спасти товарищей: он называет себя при знакомстве с киклопом Никто, благодаря чему другие киклопы не понимают, что произошло; он придумывает способ обезвредить Полифема, не лишив его возможности открыть выход из пещеры. И в других ситуациях Лаэртид демонстрирует высокий интеллект, так что эпитет «хитроумный» получает в поэме реальное наполнение. Алексей Лосев констатирует, что это не просто хитрость: «Это какое-то упоение хитростью, какая-то фантастика хитрости». Когда это необходимо, царь Итаки готов выжидать, скрываться, выступать в роли просителя (как у феаков) и даже терпеть определённые унижения (как в случае с женихами), но потом показывает свои храбрость, решимость и силу.
Ещё один важный эпитет, который Гомер употребляет по отношению к Одиссею, — «многострадальный». Это определение появилось ещё в «Илиаде», но только во второй поэме получило обоснование (и встречается в тексте 37 раз). Лаэртиду приходится пережить множество драматичных событий: потерю всех спутников, встречу с мёртвыми (в том числе с собственной матерью), кораблекрушения, схватки с чудовищами, фактическую неволю на далёком острове, унижения со стороны женихов Пенелопы. Соответственно одним из важнейших качеств Одиссея становится его душевная стойкость: он достойно прошёл через все испытания.

### Киклические поэмы
Кроме «Илиады» и «Одиссеи», о Троянской войне и связанных с нею событиях рассказывал ещё целый ряд поэм, которые с древних времён называли «киклическими». Написанные предположительно чуть позже гомеровских, они опирались и на Гомера, и на предшествовавшую ему эпическую традицию. Согласно Фотию, «достигает этот эпический цикл, восстанавливаемый из сочинений различных поэтов, момента, когда Одиссей возвращается на родину и гибнет от руки своего сына Телегона, не узнавшего своего отца». От произведений этого цикла остались только незначительные фрагменты.
Самая ранняя из таких поэм по времени действия — «Киприи» или «Кипрские сказания» (предполагаемый автор — Стасин Кипрский). Она описывает предысторию Троянской войны и ход конфликта до событий, непосредственно предшествовавших «гневу Ахилла». Помимо всего прочего, в «Киприях» рассказывается о том, как Паламед заставил Одиссея принять участие в войне (здесь впервые появляется мотив притворного безумия, хотя Цицерон приписывал этот вымысел трагикам), о поездке Лаэртида в Микены за Ифигенией, принесённой затем в жертву в Авлиде, о посольстве в Трою Одиссея и Менелая, об убийстве Паламеда во время рыбной ловли. Последнее событие происходит в самом конце поэмы, то есть накануне первых событий «Илиады».
«Эфиопида», написанная предположительно Арктином Милетским, продолжает повествование о Троянской войне с того момента, на котором остановился Гомер. В ней описываются схватка над телом Ахилла и «спор об оружии» между Одиссеем и Аяксом. О том же споре идёт речь и в «Малой Илиаде» (предполагаемый автор — Лесх Лесбосский), причём в этой поэме рассказ был, по-видимому, более подробным, а Одиссей был центральным персонажем. Именно там говорится о поездках Одиссея на Скирос, за Неоптолемом, и на Лемнос, за Филоктетом. Повествование продолжается и после гибели Аякса — вплоть до взятия Трои и дележа добычи. «Малая Илиада» стала для более поздних писателей источником информации о ссоре Одиссея с Диомедом во время похода за палладиумом.

Слово тогда Лаэртид Теламонову сыну промолвил:

«Сын Теламонов, Аякс богородный, владыка народов!

…на плечах да вынесем мёртвое тело

…в душе…

Вынесу я на плечах, а ты…»

…[достигли] троян и ахеян

…Ахиллесово мёртвое тело…

…с неба на землю

…на многопитальную землю

…с высот…

…дуновеньем…

…твердь увлажняла…

…труп Одиссей поднимал…
— Лесх Лесбосский. Малая Илиада, 9—21.
Поэма «Разрушение Илиона», которую тоже приписывают Арктину Милетскому, рассказывала о взятии города: в самом её начале троянцы спорят о том, что им делать с деревянным конём, а позже разворачивается подробное и красочное описание грабежа Трои. В «Возвращениях» (автор — Агий из Трезена) речь шла о гибели большей части ахейских вождей на пути домой, и Одиссей фигурировал только в начале, когда он плыл вместе с остальными до Тенедоса. Наконец, «Телегония», написанная Евгаммоном из Кирены, рассказывала о жизни Одиссея после избиения женихов. В этой поэме Лаэртид скитается по Эпиру, потом возвращается на Итаку, но получает предсказание о том, что примет смерть от собственного сына. Он начинает избегать встреч с Телемахом, прячется в садах отца, но там сталкивается с Телегоном — своим сыном от Кирки. Не узнав друг друга, отец и сын вступают в схватку, и Одиссей погибает. Предположительно о жизни Лаэртида в старости рассказывает единственная сохранившаяся строка «Телегонии»:

Жадно и мясом питался без меры, и сладостным мёдом.
— Евгаммон из Кирены. Телегония, фр. 1.
Сюжетный материал из киклических поэм активно использовался в последующее время в хорической лирике. В частности, у Стесихора есть стихотворения «Елена», «Разрушение Илиона», «Возвращения» (в сохранившемся фрагменте последних Телемах посещает Спарту в поисках отца), у Сакада — поэма «Взятие Илиона», у Вакхилида — дифирамб о посольстве в Трою. Этот материал разрабатывался и античными драматургами. По этой причине, а также из-за более низкой, чем у Гомера, художественной ценности, киклических поэтов быстро перестали читать, и их тексты были утрачены.

### Греческая драматургия
«… Из „Илиады“ и „Одиссеи“, из каждой порознь, можно составить одну трагедию или только две, а из „Киприй“ много и из „Малой Илиады“ свыше восьми, например, „Спор об оружии“, „Филоктет“, „Неоптолем“, „Еврипил“, „Бедность“, „Лакедемонянки“, „Разрушение Илиона“, „Отплытие“, „Синон“ и „Троянки“» (Поэтика, 23).
Мифы троянского цикла стали одним из важнейших источников сюжетов для греческой драматургии классического периода. Из нескольких сотен трагедий, известных сейчас по названиям, этим мифам посвящены шестьдесят; две пьесы (в обеих действует Одиссей) разрабатывают гомеровский материал — трагедия «Рес», которую долго приписывали Еврипиду, и сатировская драма «Киклоп», точно написанная Еврипидом. Мифологический материал излагался в драматических произведениях совсем не так, как в эпосе: без обширных пояснений, отступлений и метафор, без длинных событийных рядов. Действие эпических поэм дробилось для пьес на мелкие эпизоды с небольшим количеством действующих лиц (часто тремя-четырьмя), причём образ каждого персонажа становился более целостным. Драматург в целом следовал сюжету мифа, но при этом должен был, по словам Аристотеля, «быть изобретателем» — давать оригинальные трактовки. В ряде случаев один и тот же сюжет получал разные интерпретации в пьесах разных авторов. Почти все герои греческих мифов стали героями трагедий; Одиссей фигурировал во множестве пьес, где описывались разные события его жизни.
О женитьбе Одиссея на Пенелопе рассказывала комедия Алексида, о его попытке избежать участия в Троянской войне — трагедия Софокла «Одиссей безумствующий», о пребывании Одиссея на Скиросе, когда он заставил Ахилла отправиться в поход, — трагедия Еврипида «Скиросцы», комедия Антифана с тем же названием. Либаний упоминает пантомиму «Ахилл на Скиросе», в которой фигурируют Одиссей и Диомед.
В ряде пьес разрабатывался сюжет о Телефе, царе Мизии, который, согласно одной из версий традиции, был ранен Ахиллом, а потом им же исцелён, причём именно Одиссей догадался, каким должно быть лечение. О трагедии Эсхила (и, в частности, о роли в ней Одиссея) нет никаких данных. От пьесы Софокла благодаря папирусным находкам сохранились фрагменты, из которых ясно следующее: Одиссей договорился с Телефом, что тот в случае излечения примет участие в войне против Трои (дополнительным аргументом при этом стало напоминание о греческом происхождении Телефа); потом Лаэртид объяснил, как нужно понимать оракул об излечении заглавного героя пьесы (предсказание гласило, что рану исцелит тот, кто её нанёс, — и Одиссей понял, что достаточно будет насыпать в рану ржавчины с копья Ахилла). В «Телефе» Еврипида он тоже толкует оракул и выступает в роли посредника между Телефом и Ахиллом. Этот сюжет использовался в пьесах Агатона, Мосхиона, Клеофона, Иофона.
О принесении в жертву Ифигении рассказывали трагедии Эсхила, Софокла, Еврипида. О первой из них ничего не известно. Сюжет «Ифигении» Софокла, возможно, излагает Псевдо-Гигин: здесь Агамемнон не хочет приносить дочь в жертву, но Одиссей убеждает его в необходимости этого и сам едет за царевной в Микены, где говорит Клитемнестре, будто Ифигению выдадут замуж за Ахилла. Текст трагедии Еврипида сохранился, но в ней Одиссей остаётся за сценой и только упоминается. Существовала и комическая версия этого мифа, написанная Ринфоном Тарентским. О посольстве в Трою идёт речь в ещё одной пьесе Софокла, «Посольство о Елене». Гибель Паламеда легла в основу трагедий Эсхила, Софокла и Еврипида под названием «Паламед»; предположительно версия мифа, ставшая классической (с подброшенным письмом и сокровищами, зарытыми под шатром), изложена у Еврипида. О Паламеде писали также Астидамант и Феодот, о мести его отца — Софокл, Ликофрон, Филокл.
Вылазка Одиссея и Диомеда в лагерь фракийцев была описана в трагедии Еврипида «Рес». Сохранился текст пьесы под таким названием, которую долго приписывали Еврипиду; в конце концов учёные пришли к выводу, что эта трагедия была написана уже в IV веке до н. э. каким-то неизвестным автором. «Спор об оружии» описывался в трилогии Эсхила (её первая часть предположительно основывалась на материале из «Малой Илиады»), трагедии Софокла «Аякс» (её текст сохранился), пьесах Астидаманта, Каркина Младшего, Феодекта, Полемея Эфесского, Тимофея Милетского.
История о Филоктете легла в основу трагедий Эсхила, Софокла и Еврипида (сохранилась только пьеса Софокла), в которых Одиссей занимает более важное место, чем заглавный герой. У Эсхила он, по словам Диона Хрисостома, изображён «хитроумным и лукавым…, но далёким от нынешнего злонравия»; у Софокла получился «гораздо честнее и искреннее, чем его изобразил Еврипид в „Троянках“». У Еврипида Одиссей выступает в прологе, где вслух занимается самоанализом. Сюжет о Филоктете разрабатывали также трагики Филокл, Клеофон и Феодект, комедиографы Эпихарм, Антифан, Страттид, но о роли Одиссея в их пьесах ничего не известно.
О поездке Одиссея на Скирос за Неоптолемом предположительно рассказывала трагедия Софокла «Скиросцы». У Аристотеля упоминается пьеса «Неоптолем», но неизвестно, кто её написал и в чём заключался сюжет. Финальная часть осады Трои описана в трагедии «Одиссей — ложный вестник», в комедии Эпихарма (в ней Лаэртид из-за своей трусости не решается проникнуть в Трою, но рассказывает ахейцам, будто был там), в трагедии Софокла «Синон» о троянском коне (возможно, на эту пьесу опирается Гигин) и трагедии Еврипида на ту же тему «Эпей», в двух пьесах Формида, названия которых неизвестны. О разграблении Трои и судьбе пленников рассказывают «Антенориды» и «Аякс Локрийский» Софокла, «Троянки» и «Гекуба» Еврипида.
Встреча Одиссея с Полифемом описывалась в комедиях и сатировских драмах Эпихарма, Еврипида и Аристия под общим названием «Киклоп», в комедии Кратина «Одиссей» (от последней пьесы сохранился фрагмент, в котором Полифем бранит Одиссея, подмешавшего в вино воды и таким образом испортившего напиток). Афиней пишет о мимах италийца Энона, в которых «киклоп заливался соловьём, а Одиссей, терпя кораблекрушение, от страха путал слова и бормотал, как чужеземец». У Эпихарма, Феопомпа и Никофона были комедии «Сирены», в которых заглавные героини заманивают Одиссея на свой остров не сладким пением, а обещанием вкусной еды. В источниках упоминаются также сатировская драма Эсхила «Кирка», комедии Анаксилая «Калипсо», Эпихарма «Одиссей, потерпевший кораблекрушение», трагедия Софокла «Навсикая, или Прачки», в которой драматург сыграл одну из ролей (по словам Афинея, Софокл демонстрировал в этом спектакле виртуозную игру в мяч). У Софокла была ещё трагедия «Феаки» (о ней, кроме названия, ничего не известно), у Эвбула и Филиллия — комедии «Навсикая», у Формида — «Алкиной».
Путь Одиссея на Итаку и избиение женихов стали темой тетралогии Эсхила. В трагедии «Вызыватели душ» Лаэртид спускается в Аид, в «Собирателях костей» терпит унижения от женихов и мстит им; в «Пенелопе» встречается с женой, а в сатировской драме «Кирка» живёт на Ээе. Софокл посвятил возвращению Одиссея домой трагедию «Омовение», Филокл — трагедию «Пенелопа», а Ион — трагедию «Лаэрт». Сохранился фрагмент из комедии Эпихарма (название неизвестно), в котором Одиссей разговаривает с Евмеем. Феопомп и Амфид написали по комедии под названием «Одиссей».
Гибель Одиссея изображена в трагедиях Софокла «Одиссей, поражённый шипом» и Ликофрона «Телегон». У Софокла была ещё трагедия «Эвриал» — о том, как Одиссей стал сыноубийцей.
Из всех этих пьес сохранились только «Аякс» и «Филоктет» Софокла, «Ифигения в Авлиде», «Троянки», «Гекуба» и «Киклоп» Еврипида, «Рес» неизвестного автора. У Софокла Одиссей наделён положительными чертами: сочувствуя своему врагу Аяксу и видя в нём родственную душу, он настаивает на погребении его тела. Еврипид относился к Одиссею отрицательно, что нашло отражение в сохранившихся пьесах. В отдельных текстах («Филоктет» Софокла, «Гекуба» и «Киклоп» Еврипида) драматург демонстрирует разницу между образом Одиссея и сформировавшимися стереотипными представлениями о нём как о хитреце и обманщике.

### Другие произведения греческой литературы
Одиссей часто упоминается у античных авторов в связи с поэмами Гомера. «Слава Одиссея больше испытанного им, // А виною тому сладкое слово Гомера», — написал Пиндар, который видел в Лаэртиде всего лишь краснобая, а не истинного героя, и соответственно полагал, что доспехи Ахилла должны были достаться Аяксу. Платон в диалоге «Гиппий меньший» постарался опровергнуть устами Сократа слова Гомера о том, что Лаэртид был лжив. Он же в диалоге «Федон» изобразил Одиссея как человека, измождённого долгими странствиями, но находящего душевные силы, чтобы продолжать путь; доказательство тому Платон видел в 20-й песне «Одиссеи».
В эпоху расцвета Греции Одиссей стал символом деятельной личности, которая постоянно стремится к активности и первенству. В связи с этим Полибий назвал Лаэртида образцом государственного деятеля и историка: тот «многих людей города посетил и обычаи видел», а значит, имел обширный политический и исследовательский опыт, полученный практическим путём.
В последующую эпоху получили широкое распространение мифологические обзоры. Наиболее известное из таких произведений, «Мифологическую библиотеку», приписывают Аполлодору, жившему во II веке до н. э. Одиссей фигурировал в утраченной части текста, но сохранилась эпитома всей «Библиотеки». Третья её глава рассказывает о начале Троянской войны, четвёртая — о событиях, изображённых в «Илиаде», пятая — о взятии Трои, седьмая и последняя — о странствиях Одиссея и его дальнейшей судьбе. Аполлодор (или другой автор, стоящий за этим именем) существенно расширяет биографию Одиссея; предположительно он хотел связать этого героя с историей Рима, а потому приписал Лаэртиду сына Латина — эпонима латинян. Именно в «Библиотеке» впервые (если говорить о сохранившихся источниках) появляются рассказ о пребывании Одиссея в Эпире и версии о неверности Пенелопы. Автор другого обзора, Гай Юлий Гигин, изобразил Одиссея как отрицательного персонажа, развив темы притворного сумасшествия и козней против Паламеда.
Географ Страбон (конец I века до н. э. — начало I века н. э.), составляя описание Средиземноморья, постоянно обращался к маршруту Одиссея на его пути из Трои на Итаку; в общей сложности Лаэртид упоминается в «Географии» сотни раз. Со II века н. э. начинается переосмысление классической традиции. Так, Лукиан Самосатский пишет о ряде эпизодов одиссеевой биографии в юмористическом ключе. Он рассуждает о том, был ли Лаэртид стоиком или эпикурейцем, фраппирует читателя новым прочтением сюжетов о Калипсо, феаках и Полифеме; в целом мифы об Одиссее относятся для Лукиана к разряду «лживых историй».
Филострат в диалоге «О героях» (конец II — начало III веков) постарался полностью опровергнуть гомеровскую версию мифа. Один из героев диалога, крестьянин, живущий недалеко от развалин Трои, рассказывает, ссылаясь на слова духа Протесилая, что Гомер исказил события Троянской войны и, в частности, преувеличил заслуги Одиссея. В изображении Филострата царь Итаки оказывается плохим воином, завистником и лжецом, а оклеветанный им Паламед — мудрецом, праведным человеком и великим изобретателем. Именно безвинная гибель Паламеда стала причиной гнева Ахилла на Агамемнона, а позже — гнева Посейдона на Одиссея. Рассказ о том, что Одиссею покровительствовала богиня Афина и что в него была влюблена юная Навсикая, Филострат называет «шуткой Гомера»: Лаэртид был немолод, низок ростом, курнос, глаза его вечно блуждали, так что он не мог нравиться женщинам.

### Римская литература
Античные авторы связывали Одиссея с ранней историей Рима и, в частности, Лация, начиная по крайней мере с V века до н. э. Логограф Гелланик локализовал часть странствий Лаэртида бассейном Тирренского моря, о том же писали в IV веке до н. э. Эфор Кимский и Скиллакс. Воедино слились рассказы об Одиссее, Энее и Ромуле: согласно Гелланику, Одиссей и Эней после падения Трои вместе приплыли в Италию и были вынуждены там остаться из-за того, что троянские женщины сожгли все корабли. Тогда Эней и основал Рим. Информация подобного рода, появившись в греческих текстах, стала достоянием римской культуры, и новая версия основания Рима, связанная с именами Энея и Ромула, но не Одиссея, появилась только в конце эпохи Республики.
Литература Рима, зародившаяся в III веке до н. э., развивалась во многом на основе сюжетов из греческой мифологии. Первый из римских писателей, Ливий Андроник, перевёл «Одиссею» на латинский язык (в конце III века до н. э.). При этом перевод он выполнил сатурнийским стихом, который быстро устарел. Тем не менее до времён Августа латинская «Одиссея» была главным школьным пособием.
Римские драматурги с конца III века до н. э. активно перерабатывали греческие пьесы — в том числе те, в которых фигурировал Одиссей (в латиноязычных текстах его именовали Улисс); при этом они отдавали предпочтение трагедиям Еврипида. Известно, что Ливий Андроник и Гней Невий написали по пьесе о троянском коне. Квинт Энний создал переработку «Ифигении в Авлиде» Еврипида (в ней, в отличие от оригинала, Одиссей был в числе действующих лиц), трагедию о Телефе (о роли в ней Одиссея ничего не известно), трагедии «Аякс» и «Гекуба». Марк Пакувий, уделявший больше внимания Софоклу, написал пьесу «Спор об оружии», в которой судьбу доспехов Ахилла решили показания пленных троянцев. В трагедии «Омовение», написанной по Софоклу, он впервые объединил сюжеты о возвращении Одиссея на Итаку (и, в частности, о том, как его узнали домочадцы) и о гибели героя. По мнению Цицерона, смерть Лаэртида Пакувий описал лучше, чем Софокл.

…В «Омовении» мудрейший из греков жалуется так:
— Осторожней шаг, осторожней шаг,

Чтоб от встряски боль не была сильней.
Пакувий это написал лучше, чем Софокл, у которого Улисс совсем уж жалобно плачется на свою рану, — но и за это скромное стенание спутники, блюдущие его достоинство, без колебания пеняют ему:
— Улисс, Улисс, твоя рана тяжка,

Но слишком пред ней ослабел твой дух,

Привыкший к войнам…
(Поэт умён и понимает, что привычка к боли — отличная наставница для героя). И Улисс у него сдержан в своей великой боли:
— Держите меня! Рана мучит меня!

Откиньте одежду! О, горе мне!
Так он начинает слабеть, но тотчас собирается с духом:
— Прикройте меня, отойдите прочь,

Оставьте меня: каждый шаг и вздох

Больнее делают рану.
Видишь, как он притих? Это не в теле улеглась мука, это душа очистилась от боли. Вот почему в конце драмы он, умирая, сам укоряет других:
— Встать лицом к лицу с судьбою — долг наш, а не плакаться!

Таково мужское дело; плач оставьте женщинам.
Так слабейшая часть души подчинилась разуму, как устыдившийся воин — строгому военачальнику.
— Марк Туллий Цицерон. Тускуланские беседы, II, 48—50.
В связи с этим эпизодом Цицерон в своих трактатах «Тускуланские беседы» и «Об обязанностях» заложил основы для трактовки образа Одиссея в духе стоицизма: для него царь Итаки — человек, который способен претерпеть любые бедствия, чтобы достичь желаемого; человек, который с помощью разума побеждает страдания тела и соответственно может считаться «истинным мужем».
Луций Акций использовал в своих пьесах сюжеты об «Одиссее безумствующем», о Телефе, о вылазке Одиссея и Диомеда во фракийский лагерь, о Филоктете и Неоптолеме. Его перу принадлежат две трагедии о взятии Трои — «Деифоб» (её греческий прообраз неизвестен) и «Антенориды» (по Софоклу), а также «Троянки». Позже Марк Теренций Варрон создал сатиры «Полуторный Одиссей» (в этом тексте главный герой проводит в странствиях не десять, а пятнадцать лет) и «Спор об оружии», а Овидий посвятил «спору» всю тринадцатую книгу своих «Метаморфоз». Август написал пьесу «Аякс», друг Овидия Тутикан — пьесу «Феаки». Из всех римских трагедий полностью сохранились только трагедии Луция Аннея Сенеки; в частности, в его «Троянках», где действует Одиссей, речь идёт о судьбе троянских пленников и о гибели Астианакса.
К 19 году до н. э. Вергилий написал поэму «Энеида», сюжет которой конструировался по образцу гомеровских поэм: первая часть, рассказывающая о странствиях Энея по Средиземноморью, стала «римской Одиссеей», вторая, о войне Энея с Турном, — «римской Илиадой». Главный герой, подобно Одиссею, появляется в повествовании на середине своего пути, рассказывает о странствиях на пиру, спускается в царство мёртвых за пророчеством, его пытается удержать женщина. При всём этом Вергилий наполняет старые сюжетные мотивы новым содержанием. Сам Одиссей/Улисс упоминается во второй книге поэмы и получает негативные оценки, но это всегда мнение персонажей, а не автора: Синон называет его коварным и завистливым, «злодейств измыслителем», Эней — «свирепым». В третьей книге беглецы-троянцы узнают, что царь Итаки пережил ряд бедствий на пути домой, и в результате между былыми врагами возникает некая незримая связь.
После публикации «Энеиды» в римской литературе произошли серьёзные изменения: интересы и симпатии читателей в связи с мифами о Троянской войне переключились с греков на троянцев — легендарных предков римлян; Вергилий занял место Гомера. Странствия Одиссея стали частью вымышленной биографии Энея, а сам царь Итаки теперь вызывал у римлян скорее антипатию, и его постепенно забывали. В I веке н. э. он упоминается ещё в «Скорбных элегиях» Овидия как товарищ автора по несчастью, который смог-таки вернуться домой. Чуть позже были написаны «Ахиллеида» Стация (её действие происходило на Скиросе, куда Одиссей приехал за Ахиллом) и «Латинская Илиада» (сокращённый перевод поэмы Гомера), но обе эти поэмы считаются неудачными. Начиная с середины I века интерес римской публики к греческим мифам неуклонно падал.

## В античном изобразительном искусстве
Отдельные эпизоды гомеровских и киклических поэм находили своё отражение в изобразительном искусстве начиная с VII века до н. э. Так, клятва женихов Елены была изображена на апулийской вазе. Одиссею, симулирующему безумие, посвятили свои картины выдающиеся живописцы Парразий и Евфранор. Лукиан в сочинении «О доме» описывает картину на ту же тему, и антиковеды полагают, что это описание не может быть чистой фантазией:

…Одиссей, прикинувшийся безумным, когда приходилось ему, против воли, выступать в поход вместе с Атридами: послы уже прибыли, чтобы передать ему приглашение; вся обстановка отвечает игре, которую ведёт Одиссей: повозка и нелепая упряжка животных, мнимое непонимание Одиссеем того, что делается вокруг. Однако уличается он своим порождением: Паламед, сын Навплия, уразумевший происходящее, схватив Телемаха, грозит убить его обнажённым мечом и на притворное безумие отвечает притворным гневом. Одиссей, в страхе за сына, вдруг выздоравливает, в нём сказывается отец, и игра прекращается.
— Лукиан. О доме, 30.
Принесение в жертву Ифигении изобразил Тиманф. На его картине (копия сохранилась в Помпеях), по словам Цицерона, «Калхант печален, Улисс ещё печальней, а Менелай в глубокой скорби». Павсаний описывает картину Полигнота, на которой изображены враги Одиссея (Паламед, Аякс Теламонид и Терсит); Александр Македонский видел в Эфесе картину, изображавшую убийство Паламеда, и на ту же тему была картина у Тиманфа. Впрочем, неизвестно, был ли на всех этих картинах Одиссей. Посольство в Трою изображено на коринфском кратере, созданном около 560 года до н. э. Одним из любимых сюжетов для античных художников стал разговор Одиссея с Ахиллом, когда первый уговаривает второго укротить свой гнев и вернуться к войне (картина Гиерона, кратер, хранящийся в Лувре, ряд других изображений).
Статуи всех девяти ахейцев, принявших вызов Гектора, стояли в Олимпии; известно, что Нерон приказал увезти статую Одиссея из этой скульптурной группы в Рим. Сохранился ряд изображений на тему вылазки во фракийский лагерь, «спора об оружии» (в частности, это роспись краснофигурной вазы примерно 490 года до н. э.), встречи Одиссея с Филоктетом. Павсаний упоминает картину Полигнота, на которой «Одиссей похищает лук Филоктета», Плиний Старший — картину брата Полигнота, Аристофона, на которой Одиссей проникает в осаждённую Трою. Художники часто изображали поход за палладиумом, причём иногда палладиумов было два. На разных изображениях Одиссей и Диомед несут добычу в лагерь, Диомед идёт за палладиумом, а Одиссей ждёт его, Диомед передаёт палладиум Агамемнону, а Одиссей стоит рядом и т. п.
Часто разрабатывалась тема «Одиссей и Полифем». Художники изображали, как Одиссей подносит киклопу вино, как он со спутниками ослепляет Полифема (кратер Аристонофа и протоаттическая амфора, датируемые приблизительно 680 годом до н. э.), бежит из пещеры (тут есть множество вариантов, в том числе на чёрнофигурном кратере примерно 500 года до н. э.) и разговаривает с киклопом, стоя на корабле. Сохранилось множество изображений Одиссея и Кирки, Одиссея в Аиде (в том числе картина Полигнота и краснофигурная пелика примерно 440 года до н. э.), Одиссея, привязанного к мачте и слушающего сирен (самое известное изображение — краснофигурное, с сиренами-птицами на стамносе V века до н. э.). В связи с пребыванием Лаэртида на Огигии разрабатывались два сюжета: он сидит на берегу моря, тоскуя по родине, и строит плот. Сюжетов, связанных с феаками, было три: кораблекрушение, выход Одиссея к Навсикае (на эту тему, в частности, написал картину Полигнот) и встреча Одиссея с Алкиноем и Аретой. Сохранился краснофигурный скифос, изображающий избиение женихов. Наконец, одним из самых любимых сюжетов была встреча Одиссея с Пенелопой.
К V веку до н. э. сформировался иконографический канон: Одиссея изображали, как правило, с курчавой бородой и в войлочном колпаке, но без каких-либо характерных для него атрибутов. Исследователи связывают это с многогранностью образа Лаэртида, в котором не господствовала какая-то одна черта.
Достаточно рано, в середине V века до н. э., начали появляться целые циклы изображений (живописных и скульптурных) на тему мифов об Одиссее. Самые ранние из сохранившихся относятся ко временам ранней Римской империи. В частности, это эсквилинские фрески на тему «Одиссеи» (конец I века до н. э.). Сюжет на них выписан до мельчайших деталей, но человеческие фигуры выглядят маленькими и незначительными на фоне масштабных ландшафтов. Ещё один цикл изображений — группа скульптур в гроте Тиберия в Сперлонге, где представлены греческие статуи II века до н. э. и их копии. Скульпторы изобразили Одиссея как защитника тела Ахилла, похитителя палладиума, посланника к Филоктету, участника ослепления Полифема и бегства из его пещеры.

## В средневековой культуре
После перехода от античности к средним векам осталось очень мало литературных произведений, которые бы рассказывали о греческой мифологии вообще и об Одиссее в частности. Долгое время европейские читатели ограничивались в связи с этой темой только несколькими произведениями на латыни: «Энеидой» Вергилия, «Метаморфозами» Овидия, «Латинской Илиадой» и двумя прозаическими повестями — «Дневником Троянской войны», который приписывали Диктису Критскому, и «Историей о разрушении Трои» Дарета Фригийского. Первая из этих повестей, датируемая IV веком, рисует Одиссея в чёрных красках, как и многих других ахейских вождей. В ней Лаэртид убил Паламеда, заманив его в колодец и забросав там камнями, причём сделал это потому, что «не мог терпеть чужого превосходства». Вторая повесть примечательна попыткой описать внешность и характер каждого из героев эпоса. Одиссей в ней описан как человек «стойкий, хитрый, с весёлым лицом, среднего роста, красноречивый, мудрый», но при этом выглядит как отрицательный персонаж.
Средневековые читатели почти ничего не знали об Одиссее, кроме того, что этот герой был очень красноречив. В результате многие тексты, в которых он упоминается, содержат курьёзные ошибки. Скудные факты, остававшиеся в обиходе, подвергались аллегорическим толкованиям на основании представлений стоиков об Одиссее как страдальце, который безропотно преодолевает любые беды, чтобы добиться своего. Начало этой традиции положили в III веке неоплатоники. По их мнению, плавание Одиссея в сторону дома — это возвращение души в то всеединство, которое она когда-то покинула; Лаэртид — это душа, которая понимает, в чём её благо, и боится, что жизненные неурядицы отдалят её от желанной цели.
Схожим образом миф об Одиссее трактовался в христианской патристике. Согласно Клименту Александрийскому, корабль Лаэртида — это всемирная церковь, а Итака — вечная блаженная жизнь, к которой стремится душа каждого истинного христианина. Привязав себя к мачте корабля верой в Бога, как верёвками, путник побеждает соблазны и смерть подобно тому, как Одиссей невредимым проплыл мимо сирен. Эта тема варьировалась в трудах Ипполита Римского, Амвросия Медиоланского, Максима Туринского, Паулина Ноланского, а в эпоху Высокого Средневековья — у Гонория Августодунского.
В XII—XIII веках в Западной Европе появился ряд крупных поэтических и прозаических произведений, рассказывавших о Троянской войне. Их авторы использовали материал, взятый у Дарета Фригийского и Диктиса Критского, но при этом полностью игнорировали различия между Античностью и Средневековьем: в их изображении ахейцы и троянцы выглядели как рыцари, современники первых читателей. Наиболее популярными стали «Роман о Трое» Бенуа де Сент-Мора (около 1165 года), «Троянская война» Конрада Вюрцбургского (1281—1287 годы), «Троянская история» Гвидо де Колумны (1287 год). Одиссей во всех эти текстах предстаёт как стандартный хитрец.
Важное место Одиссей занимает в «Божественной комедии» Данте Алигьери. Это единственный персонаж, которому уделена целая песнь (XXVI песнь «Ада»), и автор даёт оригинальную трактовку образа. Улисс находится в одной из «Злых щелей» восьмого круга Ада, куда попадают лукавые советчики; виной тому его выдумка насчёт деревянного коня, похищение палладиума и хитрый приём, с помощью которого он выманил со Скироса Ахилла. По просьбе Данте Вергилий расспрашивает Улисса о его последнем путешествии и гибели. Тот отвечает, что с острова Кирки отправился с немногими уцелевшими друзьями не в сторону Итаки, а на запад, стремясь «изведать мира дальний кругозор».

…Севилья справа отошла назад,

Осталась слева, перед этим, Сетта.

«О братья, — так сказал я, — на закат

Пришедшие дорогой многотрудной!

Тот малый срок, пока ещё не спят

Земные чувства, их остаток скудный

Отдайте постиженью новизны,

Чтоб, солнцу вслед, увидеть мир безлюдный!

Подумайте о том, чьи вы сыны:

Вы созданы не для животной доли,

Но к доблести и к знанью рождены».
— Данте Алигьери. Божественная комедия. Ад, XXVI, 108—120.
Пытаясь достичь новых земель, Улисс попал в южное полушарие, полностью покрытое водой. Он увидел поднимающуюся прямо из океана гору, на которой находится Чистилище; но, поскольку доступ к этой горе закрыт смертным, налетевший вихрь перевернул корабль, и все мореплаватели погибли. Таким образом, в изображении Данте Лаэртид оказывается не хитрецом, вечно стремящимся домой, а смелым исследователем неизвестных миров, который, будучи охвачен жаждой познания, забывает о собственном благополучии; не преступником, несущим заслуженную кару, а человеком, достойным восхищения и подражания. Этот образ получил дальнейшее развитие в произведениях последователей Данте — Петрарки и Боккаччо. Для первого из них Одиссей стал символом любознательности как основы всех наук и искусств, для второго — символом знания, которое достаётся нелегко, но помогает в достижении благородной цели. При этом Боккаччо констатирует, что не каждая деталь мифа может и должна быть истолкована аллегорически.
В средневековой живописи Одиссей фигурирует как один из множества мифологических героев, без ярко выраженной индивидуальности. До 885 года он стал персонажем настенной живописи в аббатстве Корвей в Саксонии (эпизод со Скиллой), в XII веке появился на трёх миниатюрах, иллюстрировавших труды Гонория Августодунского (эпизод с сиренами), в конце XV века — на фламандском гобелене. На рубеже XV и XVI веков Одиссей был изображён Лукой Синьорелли на его фресках в соборе в Орвьето.

## Раннее Новое время

### Изобразительное искусство
В живописи Нового времени Одиссей по-прежнему часто изображается в тесной связи с мифологическими сюжетами, без прорисовки индивидуальности. Примерно 1509 годом датируется роспись Палаццо дель Маньифико в Сиене, выполненная Пинтуриккио, на которой запечатлено, в частности, возвращение Одиссея: он подходит к Пенелопе, сидящей за ткацким станком, за его спиной стоят Телемах и женихи, в окне видны корабль, сирены и Кирка. В 1554—1556 годах Пеллегрино Тибальди создал цикл фресок по мотивам «Одиссеи», в 1619 году Питер Ластман написал картину «Одиссей и Навсикая», на которой центральный персонаж — феакийская царевна. На картине Питера Пауля Рубенса «Пейзаж с Улиссом и Навсикаей» (1630—1635 годы) царь Итаки тоже играет не слишком важную роль.
Индивидуализация образа Одиссея началась с произведений Франческо Приматиччо. В 1533/35—1555/60 годах этот художник совместно с Никколо дель Аббате создал «Галерею Улисса» в Фонтенбло, включавшую 58 картин. Из них исследователи выделяют одну, на которой главный герой изображён с Пенелопой; они сидят рядом, Одиссей повернулся к жене и держит её левой рукой за подбородок. Вид у него усталый, его динамическая поза контрастирует со статичностью Пенелопы: та, видимо, только что услышала рассказ о странствиях мужа и находится под впечатлением. Эта картина — по-видимому, один из первых портретов Одиссея, придающих его образу психологическую глубину. Позже цикл изображений на тему «Одиссеи» создал Аннибале Карраччи (фрески в Палаццо Фарнезе в Риме). Тема одной из фресок — встреча мореплавателей с сиренами; на переднем плане Одиссей, судя по напряжённой позе, пытается освободиться от верёвок, которыми он привязан к мачте.

### Музыка
Начиная с XVII века Одиссей становится персонажем оперного искусства. Авторов привлекал контраст между чудесными приключениями и умиротворением, наступающим после того, как герой возвращается на Итаку и убивает женихов. Клаудио Монтеверди использовал эпический материал (довольно близко к тексту) в опере «Возвращение Улисса на родину» (1640 год), которая имела большое значение для становления оперного жанра. В течение XVIII века были написаны ещё несколько опер и балетов на эту тему, в том числе «Улисс» Жана-Фери Ребеля (1703 год), «Улисс» Райнхарда Кайзера (1722 год), «Деидамия» Георга Генделя.

## XIX—XXI века
На рубеже XVIII—XIX веков в связи с очередной сменой культурных эпох поэмы Гомера стали более популярны. Об этом говорит факт появления новых переводов поэм на европейские языки — немецкий (1781, 1793), русский (1813—1829), итальянский (1825). Началось научное изучение этих поэм и других произведений античной литературы, проявилось стремление к расширенному изложению всего сюжетного материала (как правило, в педагогических целях), к постановке эстетических и антропологических проблем, о которых говорили на языке философии.

### Культурология и история
В рамках исторического дискурса об Одиссее имели значение два общих нарратива, вышедших в первой половине XIX века и получивших широкую известность, — «Приключения Улисса» Чарльза Лэма на английском языке (1808) и «Легенды классической древности» Густава Шваба на немецком (1838—1840). В эту эпоху начинается история гомеровского вопроса — обсуждения проблем, касающихся авторства «Илиады» и «Одиссеи». В рамках этой масштабной дискуссии выдвигались экстравагантные идеи о том, что автором обеих поэм был Одиссей (это предположил Жан-Батист Лешевалье в 1829 году) либо что их написала Навсикая (версия Сэмюэла Батлера, выдвинутая в 1897 году). Некоторые учёные пытались вслед за античными авторами проложить реальный маршрут Лаэртида от Трои к Итаке. В течение XIX века выдвигались гипотезы о том, что Одиссей плавал по Эгеиде и Чёрному морю, либо по Эгеиде и западной части Средиземного моря, либо по восточной части Средиземного моря, либо преимущественно у берегов Африки; распространённым было и мнение, что Гомер не имел в виду конкретные места. Современные исследователи констатируют, что автор поэмы обладал надёжными сведениями о бассейне Эгейского моря и что, выходя за пределы этого региона, Одиссей оказывался в «области чистой фантастики». Это делает попытки восстановить его маршрут бесперспективными.
На Итаке в 1930-е годы археологи нашли остатки двух зданий, относящихся к XII веку до н. э.; одно из них было очень внушительных размеров и могло выполнять функцию царского дворца. В историческую эпоху оно считалось домом Одиссея, и перед ним был найден обломок терракотовой маски с надписью «Дар Одиссею», датируемый II—I веками до н. э.
История образа Одиссея с середины XX века считается в общих чертах установленной. Изначально это был, по-видимому, герой мифологии догреческого населения Южных Балкан (возможно, бог), вокруг которого сформировался круг сказаний о плавании в далёкую чудесную страну и о возвращении к жене накануне того момента, когда она снова выйдет замуж. Эти сказания были восприняты ахейцами и эолийцами. На более поздней, ионийской стадии развития мифа этот сюжет (приблизительная аналогия истории об аргонавтах) был обогащён мотивами любви к далёкой родине, на которую хочет вернуться герой, тоски по семье, страданий из-за гнева богов. Наконец, ещё позже путь Одиссея на Итаку стали представлять как возвращение из-под Трои, и началось встраивание героя в троянский мифологический цикл. Изначально Лаэртид не был воином, но авторы эпических песен, предшествовавших «Илиаде», или сам Гомер придумали для него ряд воинских подвигов; при этом его доблесть не безусловна (пример тому — бегство во время битвы за корабли), в «Илиаде» не фигурирует знаменитый одиссеев лук, а много раз повторяемый эпитет «хитроумный» никак не связан с действием. Всё это говорит о том, что герой в первой поэме Гомера помещён в новый для него контекст.
В «Одиссее», написанной несколько позже, чем «Илиада», заглавный герой более надёжно вписывается в троянский мифологический цикл за счёт рассказа о взятии Трои: там появляется история о деревянном коне как выдумке Лаэртида. Теперь считается, что Одиссей внёс решающий вклад в победу своей хитростью, заслужив таким образом эпитет «градорушитель». Его воинские доблести объединяются в единое целое с более старыми чертами — хитростью и умением выдерживать удары судьбы. Будучи героем нового типа, любознательным интеллектуалом, Одиссей путешествует по миру, населённому архаичными существами — чудовищами, людоедами и волшебниками. Одних он побеждает (Полифем и сирены), других заставляет служить себе (Кирка); он не уклоняется от цели, спускается даже в Аид, и олимпийские боги понимают, что, если они не разрешат Одиссею вернуться домой, он сделает это против их воли.
Георг Гегель видел в Одиссее типичного «целостного», эпического индивида — образ, в котором отражаются все характерные черты современной ему реальности. Для Артура Шопенгауэра Лаэртид был интересен в первую очередь своей способностью к самосопереживанию: слушая у феаков песнь Демодока о взятии Трои, царь Итаки одновременно воспринимал её как рассказ и о себе, и о постороннем человеке, вызвавшем у него сочувствие. Отчасти это же имел в виду Фридрих Ницше, отметивший, что в «Одиссее» плачут больше, чем в любом другом эпосе. Ницше интересовала способность Одиссея к перевоплощению, делавшая его идеальным актёром.
В XX веке Теодор Адорно увидел в плавании Одиссея начало истории Европы. Путь Лаэртида из-под Трои к Итаке для Адорно — метафора, означающая победу просвещения над мифом, обретение человеком самости познающего субъекта. Одерживая верх над чудовищами, человек начинает властвовать над природой, но тут же распространяет свой диктат на себе подобных (имеется в виду избиение женихов). Для Мирчи Элиаде Одиссей — «первообраз не только человека современной эпохи, но и человека грядущего», гонимого странника, который занимается поисками себя.

### Живопись
В начале XIX века образ Одиссея на картинах выполнял главным образом иллюстративную функцию. Пример тому — полотна «Посольство к Ахиллу» Жана Огюста Энгра (1801) и «Одиссей при дворе Алкиноя» Франческо Айеца (1813—1815). Тогда же наметилась тенденция к эмансипированию живописи на эти темы от текста Гомера. Самостоятельную ценность имеют работы Иоганна Генриха Фюссли «Одиссей между Скиллой и Харибдой» (1794—1796) и «Бегство Одиссея из пещеры Полифема» (1803). Позже оригинальную трактовку эпизода с Калипсо предложил Арнольд Бёклин (1882), на картине которого два персонажа расположены в разных частях полотна и фигура Одиссея в тёмно-синей одежде (он стоит на утёсе спиной к зрителю, глядя на море) противопоставлена светлой, почти голой фигуре нимфы. Кисти этого же художника принадлежит полотно «Улисс и Полифем» (1896), на котором киклоп бросает огромный камень в итакийский корабль.
Другие картины, основанные на гомеровском материале, — «Улисс насмехается над Полифемом» Уильяма Тёрнера (1829), «Цирцея предлагает чашу Улиссу» и «Улисс и сирены» Джона Уотерхауса (1891), «Одиссей и Навзикая» Валентина Серова (1910).
Во многих случаях миф об Одиссее трактовался в ироническом ключе. Оноре Домье на одном из рисунков цикла «История Античности» (1842) изобразил царя Итаки как типичного французского буржуа: тот спит в постели в анахроничном ночном колпаке, а лежащая рядом Пенелопа смотрит на него с любовью. На картине Ловиса Коринта (1903) Одиссей в обличье старого нищего сражается с Иром; в его руке вместо оружия большая кость, вокруг — зрители, изображённые в заведомо нереалистичной манере. Картина Рудольфа Хауснера «Держава Одиссея» (1948—1956) представляет собой фантастический ансамбль из разнородных деталей, имеющих прямое или косвенное отношение к поэме Гомера.

### Музыка
Известно, что Людвиг ван Бетховен очень любил «Одиссею» и хотел положить её на музыку, но этот замысел остался неосуществлённым. Оперная традиция на данную тему достигла своей вершины в тетралогии Фридриха Августа Бунгерта «Одиссея. Музыкальная трагедия в четырёх частях» (1898—1903). Исследователи отмечают также музыку Шарля Гуно к трагедии Франсуа Понсара «Улисс» (1852), ораторию Макса Бруха «Одиссей» (1871/1872). В начале XX века появились оперетты («Улисс» Андре Мопри 1907 года, «Возвращение Одиссея» Лотара Шмидта 1913 года) и радиопьесы («Спасение» Бенджамина Бриттена 1943 года) на эту тему.
В музыкальной культуре второй половины XX века выделяются три больших произведения об Одиссее. В балете Людвига Грубера «Новая Одиссея» (1957) главный герой возвращается с фронтов Второй мировой войны домой, на германское побережье Балтийского моря, и начинает поиски своей жены; сюжет носит явно аллегорический характер. Луиджи Даллапиккола в опере «Улисс» (1968) использовал сюжетный материал Гомера и трактовки образов из «Божественной комедии» Данте. Его герой, став Никем в пещере Полифема, начинает поиски себя и в финале снова оказывается в море, где приходит к предчувствию Бога. В «музыкальном действе» Лучано Берио «Утис» (1996) миф об Одиссее используется только опосредованно.
Царь Итаки стал героем множества других музыкальных произведений. Это цикл «Метопы» Кароля Шимановского (1915), увертюра для оркестра «Возвращение Одиссея» Никоса Скалкотаса (1945), мюзикл «Одиссей, Пенелопа и другие» Кирилла Молчанова (1970), симфония № 25 Алана Хованесса (1973), балеты «Одиссей» Эйнара Энглунда (1959), Анестиса Логотетиса (1963) и Евгения Голубева (1965) и другие. Четвёртый студийный альбом Ингви Мальмстина (1988) получил название «Odyssey». Песни об Одиссее есть в творчестве группы Cream («Tales of Brave Ulisses», 1967 год), Василия К. («Одиссей», 1999 год), групп «Зимовье зверей» («Одиссей и Навсикая», 1998 год), Franz Ferdinand (сингл «Ulysses», 2009 год).

### Кинематограф
Первые экранизации Гомера появились в начале XX века, во времена немого кино. Это были короткометражные ленты «Остров Калипсо. Улисс и великан Полифем» Жоржа Мельеса (1905), «Возвращение Улисса» Андре Кальметта (1909), «Одиссея» Франческо Бертолини и Джузеппе Лигоро (1911). С самого начала сюжетный материал «Одиссеи» использовался в первую очередь, чтобы показать сказочные приключения и удивительных монстров. В 1954 году была снята полнометражная экранизация поэмы «Странствия Одиссея» (режиссёры Марио Камерини и Марио Бава, в главной роли Кирк Дуглас), в 1968 году — телесериал Франко Росси «Одиссея» (в главной роли Беким Фехмию), в 1997 году — телефильм Андрея Кончаловского с тем же названием (в главной роли Арманд Ассанте).
Параллельно выходили другие фильмы, не связанные напрямую с Гомером: «Улисс против Геракла» Марио Кайано (1961 год, в роли Улисса Жорж Маршаль), «Подвиги Геракла: Геракл и царица Лидии» Пьетро Франчиши (1959 год, в роли Улисса Габриэле Антонини). В телесериале «Зена — королева воинов» (1995—2001) Одиссея сыграл Джон Д’Акино, в блокбастере Вольфганга Петерсена «Троя» (2004) — Шон Бин. Терри Ингрэм в 2008 году снял вольную интерпретацию гомеровского эпизода о сошествии в Аид («Одиссей: Путешествие в подземный мир», в главной роли Арнольд Вослу). В 2013 году вышел многосерийный телефильм Стефано Джусти «Одиссей» (в главной роли Алессио Бони), рассказывающий о возвращении Лаэртида на родину, в 2024 году состоялась премьера кинокартины «Возвращение Одиссея» (в главной роли Рэйф Файнс).
В фильме Жан-Люка Годара «Презрение» (1963) сюжет разворачивается вокруг экранизации «Одиссеи» Фрицем Лангом, который не хочет жертвовать художественной ценностью постановки ради коммерческих интересов циничного голливудского продюсера, желающего добавить в фильм «побольше голых нимфочек». Продюсер заказывает новый сценарий Полю Жавалю, заинтересовавшись красивой женой сценариста Камиллой. Жаваль, нуждающийся в деньгах, соглашается на работу и этим вызывает презрение Камиллы. Напряжённые взаимоотношения героев рифмуются с отношениями между Посейдоном, Одиссеем и Пенелопой. Последняя, как рассуждает в фильме Жаваль, презирала Одиссея, поскольку тот попросил её быть приветливой с поклонниками и принять от них подарки. Поэтому Одиссей отправился в странствие, сделав войну предлогом, чтобы уйти от жены. Ланг же считает, что из Одиссея не следует делать «современного невротика».
Поэма Гомера вдохновила режиссёра Стэнли Кубрика на создание фильма «2001: Космическая одиссея» (1968), на основе сценария которого Артур Кларк написал роман с тем же названием. В центральном эпизоде фильма два астронавта оказываются в плену у сошедшего с ума бортового компьютера — и здесь специалисты видят прямые аналогии с пещерой Полифема.
Вольной интерпретацией «Одиссеи» Гомера является сценарий фильма братьев Коэн «О, где же ты, брат?» (2000). Персонажа по имени Улисс Эверетт Макгилл в этой ленте сыграл Джордж Клуни.

## Одиссей и Юривака: мифологический образ в японской культуре
Специалисты-востоковеды считают единственным в своём роде проникновение образа Одиссея (через перевод античного эпоса или его обработок) в японскую средневековую культуру. С XVI века существовал цикл сказаний о Юривака-дайдзине — персонаже, имя которого передавало латинское «Улисс». Эстер Хиббард описала и проанализировала 13 разных повествований о Юриваке, изданных в Японии в 1662—1798 годах.
Согласно базовому сюжету, Юривака — избранник японских богов, который должен был защитить Японию от монгольского вторжения. Он возглавлял могучий флот и после трёхлетних морских скитаний уничтожил монгольскую армаду. Позже Юривака остановился на необитаемом острове, где его бросил в одиночестве его помощник Бэппу. Последний заявил права на княжество Юриваки и на его жену, но та заявила, что выйдет за него, только если он перепишет священные сутры тысячу раз. Это заняло большой промежуток времени. Юривака от перенесённых страданий сильно изменился и неузнанным явился в родной замок. Там он объявил о себе, сумев натянуть гигантский лук, и покарал неверного помощника. Впервые параллели этого сюжета с «Одиссеей» описал в 1906 году Цубоути Сёё.
Есть свидетельства существования сюжета о Юриваке и до 1662 года. Так, с этим героем сравнивался Тоётоми Хидэёси в биографии 1617 года. Переход греческого имени в японское мог произойти через посредничество португальского языка. Джеймс Араки предположил, что «Одиссея» проникла в Японию благодаря либо Фернану Мендесу Пинто, побывавшему на Кюсю в 1544 году, либо Хуану Фернандесу, переводчику первого в Японии миссионера-иезуита Франциска Ксаверия (его миссия датируется 1550 годом). Как раз с 1551 года сюжет о Юриваке появляется в репертуаре сказителей-ковакамаи. История об Одиссее и Пенелопе полностью соответствовала культурным интересам японцев как воинственного приморского народа, а также их представлениям о мужской доблести и женственности. Однако дальнейшая его разработка происходила уже сугубо в русле местной литературной традиции.

## В астрономии
В честь Одиссея названы астероиды (1143) Одиссей (открыт 29 сентября 1949 года немецким астрономом Карлом Рейнмутом в Гейдельбергской обсерватории) и (5254) Улисс (открыт 7 ноября 1986 года бельгийским астрономом Эриком Эльстом в обсерватории Верхнего Прованса).